# Artesanías y arte folklórico mexicano

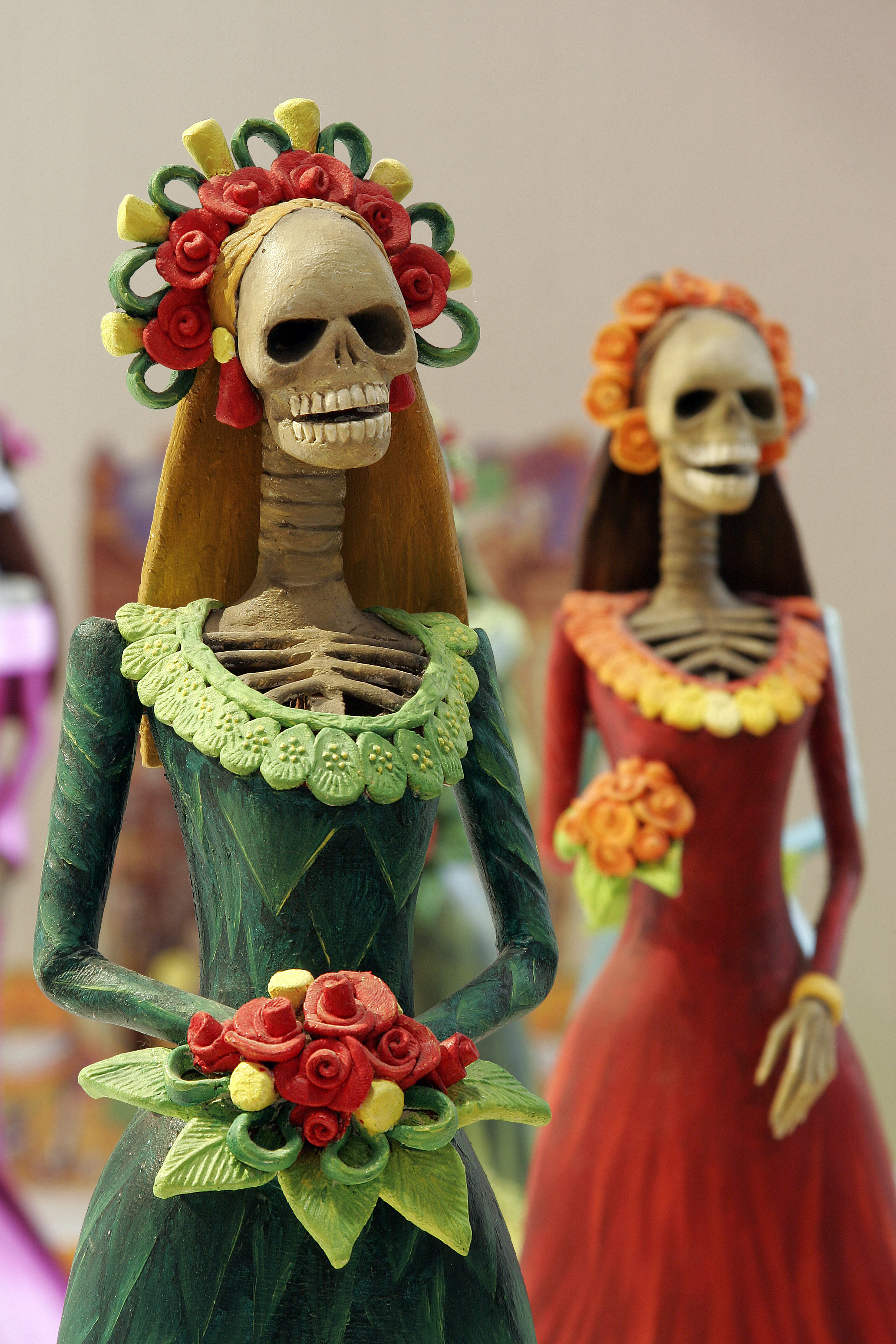
La Catrina

Las artesanías y el arte folklórico mexicano comprenden una amplia gama de objetos elaborados a mano con diversos materiales, destinados a la utilidad, la decoración y otros fines. Entre estos objetos se incluyen cerámica, murales, vasijas, tallados, textiles, y mucho más. Estas creaciones son una parte fundamental de la identidad cultural de México. La artesanías tradicionales mexicanas fusionan técnicas europeas, asiáticas e indígenas, lo que da lugar a un estilo único conocido como mestizo. Esta mezcla de influencias fue particularmente promovida por la élite política, intelectual y artística a principios del siglo XX, después de la revolución mexicana, que derrocó el estilo francés dominante en favor de una nueva visión nacionalista, con énfasis en la modernización impulsada por la presidencia de Porfirio Díaz.
Hoy en día, las artesanías mexicanas se exportan globalmente, siendo una de las principales razones por las cuales México atrae a turistas de todo el mundo. Sin embargo, la competencia con productos industriales y las imitaciones provenientes de países extranjeros como China han puesto en riesgo la supervivencia de muchos artesanos mexicanos, quienes enfrentan desafíos para preservar sus tradiciones frente a la producción masiva.

## Definición de arte folklórico y artesanías mexicanas

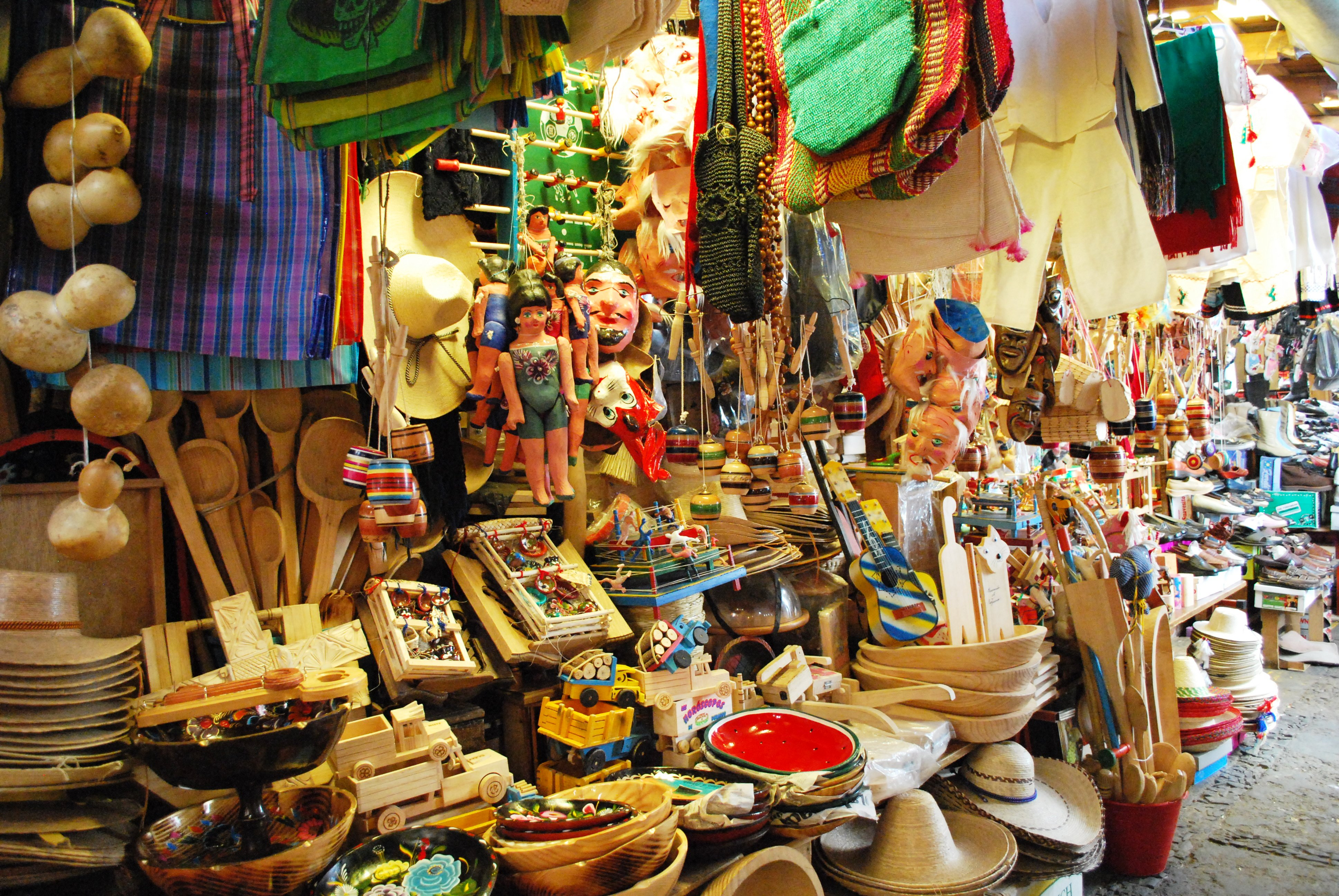
Artesanías de Madera y fibras vendidas en mercado municipal en Pátzcuaro, Michoacán.

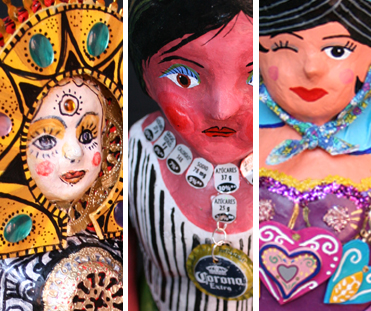
Muñecas de cartonería producidas en talleres del Proyecto de Miss Lupita, Ciudad de México.

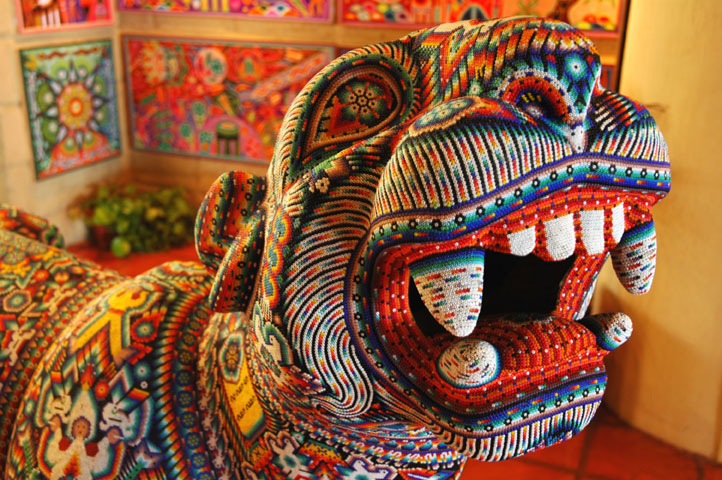
Cabeza de jaguar con cuentas. Arte huichol.

Las artesanías mexicanas y el arte folklórico comprenden una variada colección de objetos elaborados con diferentes materiales, diseñados para fines utilitarios, decorativos o rituales. Entre ellos se incluyen tapices, jarrones y juguetes, creados especialmente para celebraciones, festividades y ritos religiosos. Estos objetos son llamados artesanías en el español mexicano. Este término fue inventado en español durante el siglo XX, para distinguir la mercancía hecha mediante métodos tradicionales de aquellos fabricados industrialmente o en una línea de ensamblaje. La artesanía mexicana tiene sus cimientos en las artes de varias culturas prehispánicas dentro del país, pero 500 años de influencia asiática y europea la ha transformado en una mezcla de las dos y exclusiva de México. La mayoría de la artesanía producida en este país muestra influencias europeas y nativas en la forma de elaborarse, el diseño o ambas.
La artesanía puede ser definida como aquellos objetos creados por un artesano, usando métodos tradicionales no industriales. La mayoría de los artesanos no tienen un entrenamiento de escuela en la elaboración de las artesanías, sino que aprendieron a través de aprendizaje informal.
Para México, la artesanía está muy relacionada con la identidad nacional, así como está relacionada con la herencia indígena del país, y esta idea es regularmente abordada en el cine y la televisión en el país. Desde principios del siglo XX hasta hoy en día, el arte folklórico mexicano ha inspirado a famosos artistas como Diego Rivera, Rufino Tamayo, José Clemente Orozco, Gabriel Fernández Ledezma, Luis Nishizawa, y muchos otros más. Miguel Covarrubias y Salvador Novo definieron la verdadera artesanía mexicana como una mezcla de tradiciones europeas e indígenas, con objetos producidos para consumo doméstico. La definición se aplica de mejor manera a la producción de cerámica, el trabajo con el cuero, textiles y juguetes. Esta definición es creada a principios de la era de la posrevolución mexicana, cuando los artistas e intelectuales tenían la preocupación de crear una identidad exclusiva para México, la cual giraba en torno al concepto de “mestizo”, la mezcla de las raza europea y la raza indígena. Incluso, fue pensado por estos defensores, como el Dr. Atl, que cualquier cambio en la artesanía de México, la llevaría a su degradación y a la degradación de la identidad que representa.
La mayoría de la artesanía producida en México, son objetos ordinarios hechos para uso diario, pero aun así son considerados artísticos, porque la mayoría contiene detalles decorativos y/o son pintados en colores brillantes para propósitos estéticos. El uso audaz de colores en la artesanía y otras construcciones se extiende hasta los tiempos prehispánicos. Las pirámides, templos, murales, textiles y objetos religiosos eran pintados o coloreados de color rojo ocre, verde brillante, naranja quemado, varios amarillos y azul turquesa. Estos serían unidos con otros colores introducidos por contacto europeo y asiático, pero siempre en tonos audaces. Incluso, la producción de lazos de colores en la historia de la artesanía. El pigmento rojo, desde los tiempos prehispánicos, se ha hecho de la cochinilla, la cual es aplastada, secada y molida hasta ser polvo para ser mezclada en una base líquida.
Los motivos del diseño pueden variar desde ser puramente indígenas a mayormente europeos con algunos otros elementos. Los diseños geométricos son prevalentes y los que están más directamente conectados al lejano pasado prehispánico de México y/o a objetos hechos por las comunidades puramente indígenas que quedan en el país. Los motivos sobre la naturaleza son tan populares, sino es que más, que los patrones geométricos en los diseños prehispánicos, así como en los diseños con influencia europea. Son especialmente frecuentes en murales y en la cerámica. La artesanía mexicana también muestra influencias de otras culturas aparte de la europea. La famosa cerámica Talavera es una mezcla de influencia en diseño española e indígena. Los muebles lacados eran desconocidos para México hasta que los galeones de Malina trajeron productos hechos con madera lacada, la cual fue copiada por los artesanos locales.
Muchas artesanías mexicanas son consideradas como estilo “Barroco”, siendo la definición de este “como un estilo decorativo caracterizado por el uso, y en ocasiones abuso, de ornamentas en donde predominan las líneas curvas.” Este es el resultado del uso de los estilos españoles Plateresco y Churrigueresco en los periodos coloniales y, posiblemente, también de tradiciones prehispánicas muy ornamentadas.

## Historia

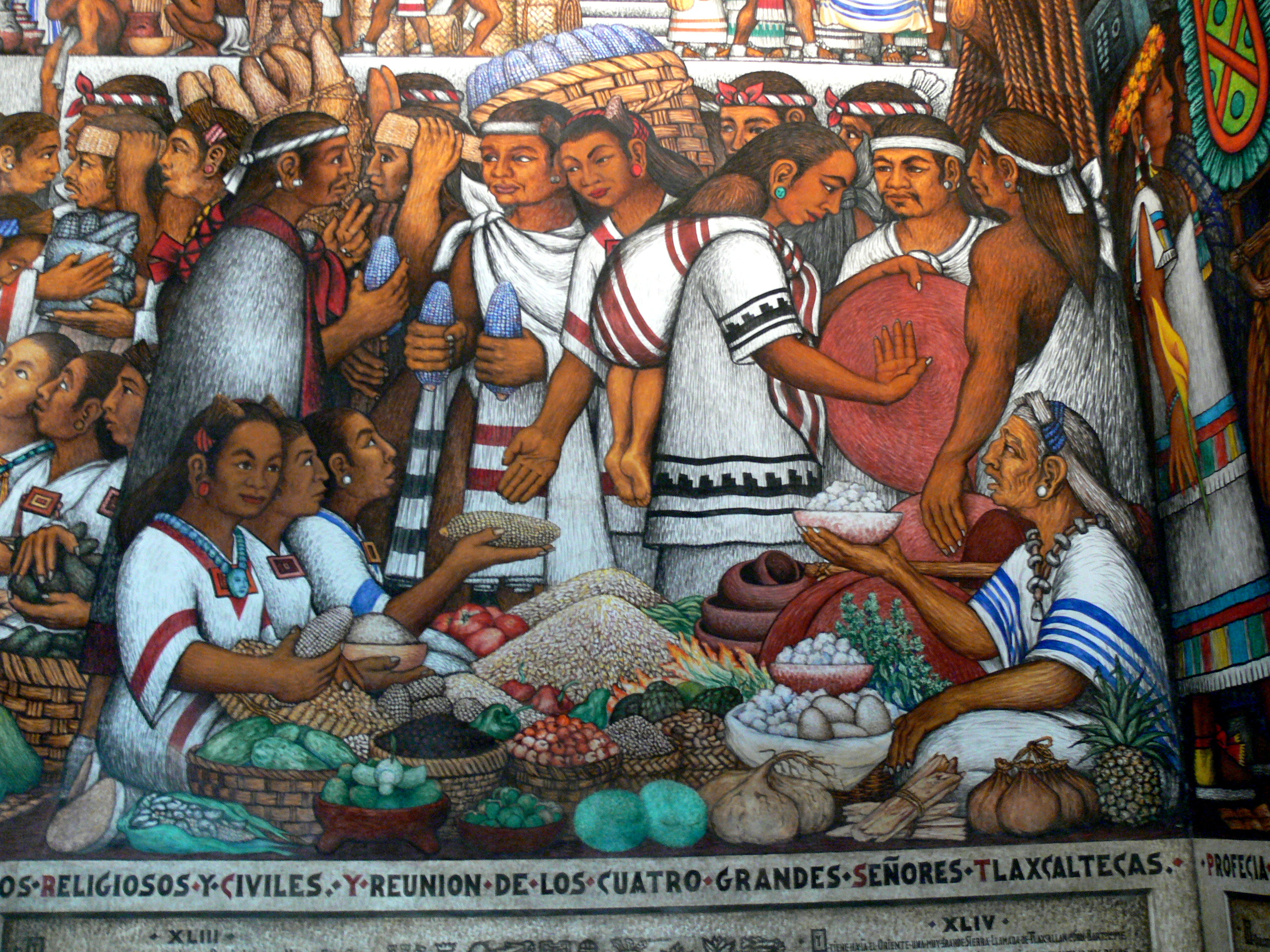
Mural de un mercado prehispánico en el palacio de gobierno del estado de Tlaxcala.

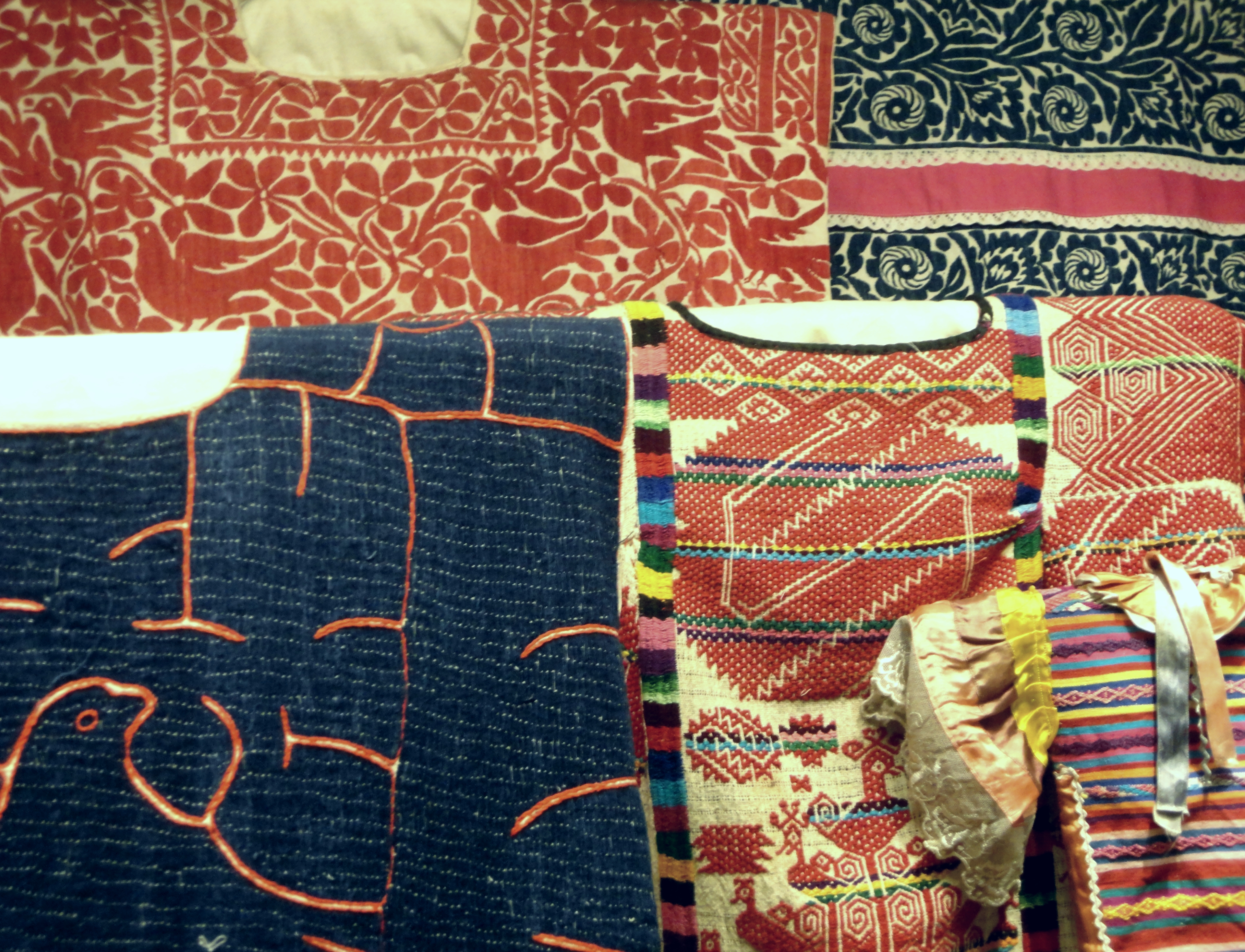
Arte textil

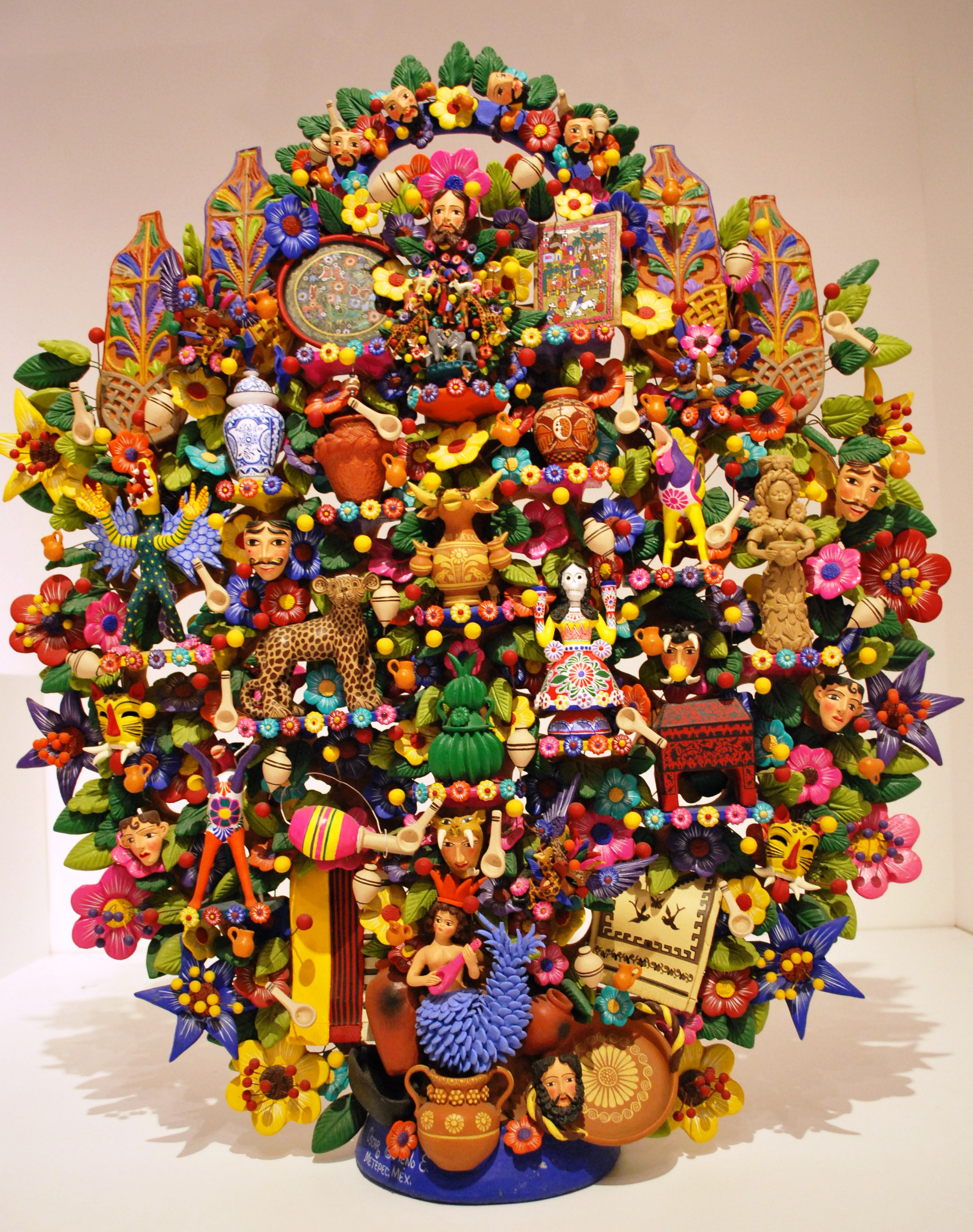
Árbol de la vida de Metepec, Estado de México.

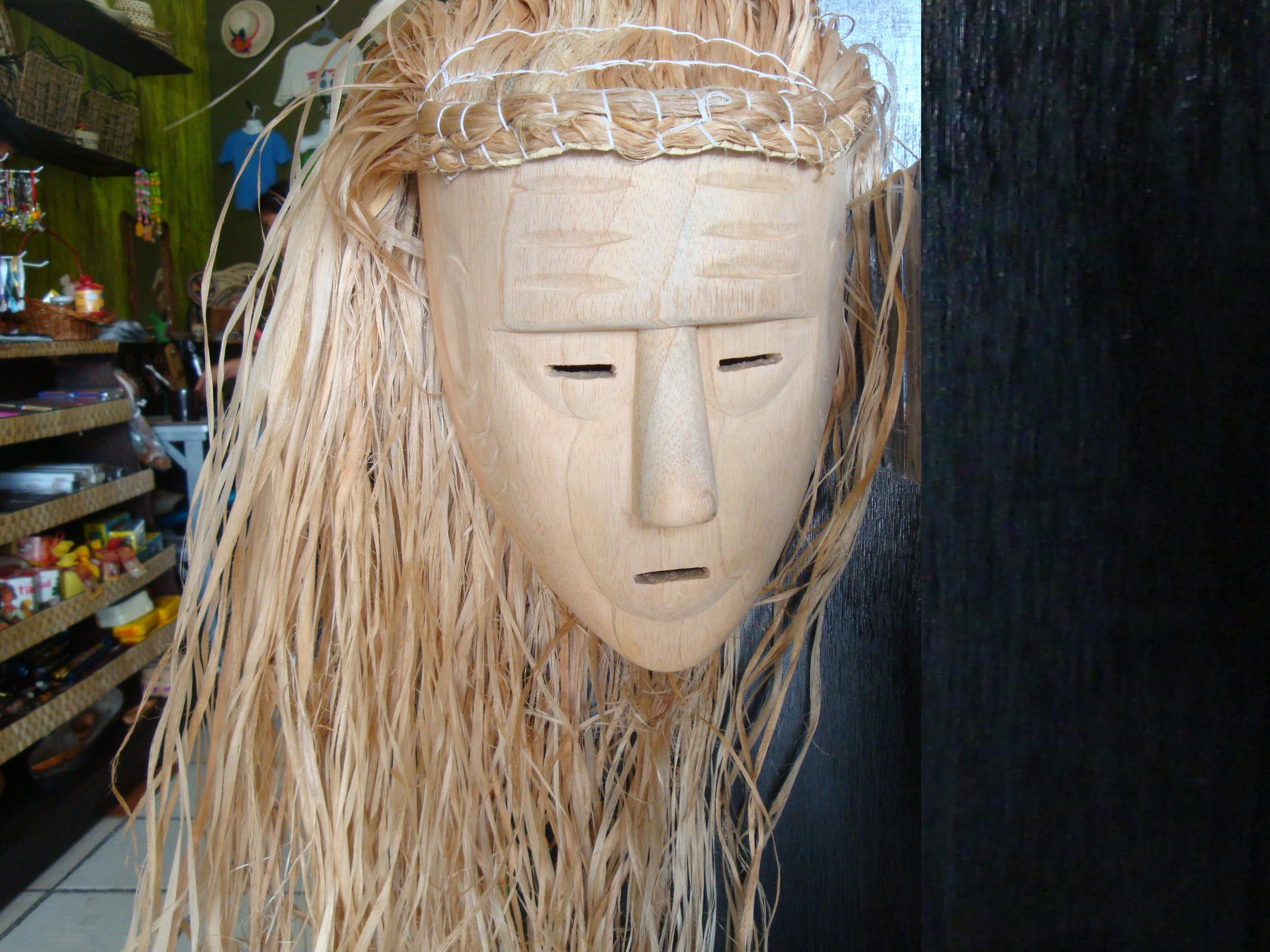
Máscara chontal. Estado de Tabasco.

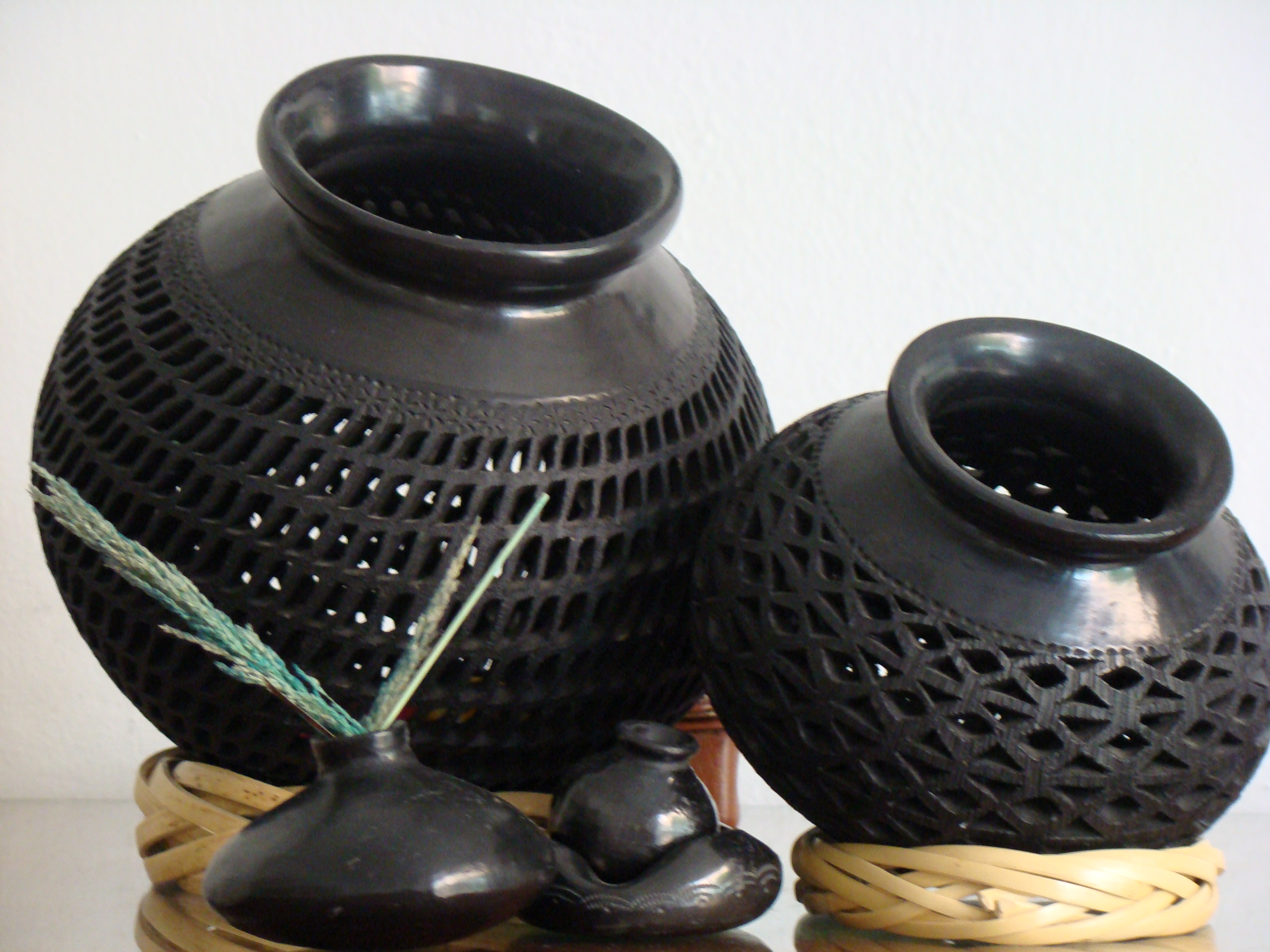
Cerámica de barro negro en San Bartolo Coyotepec, Oaxaca.

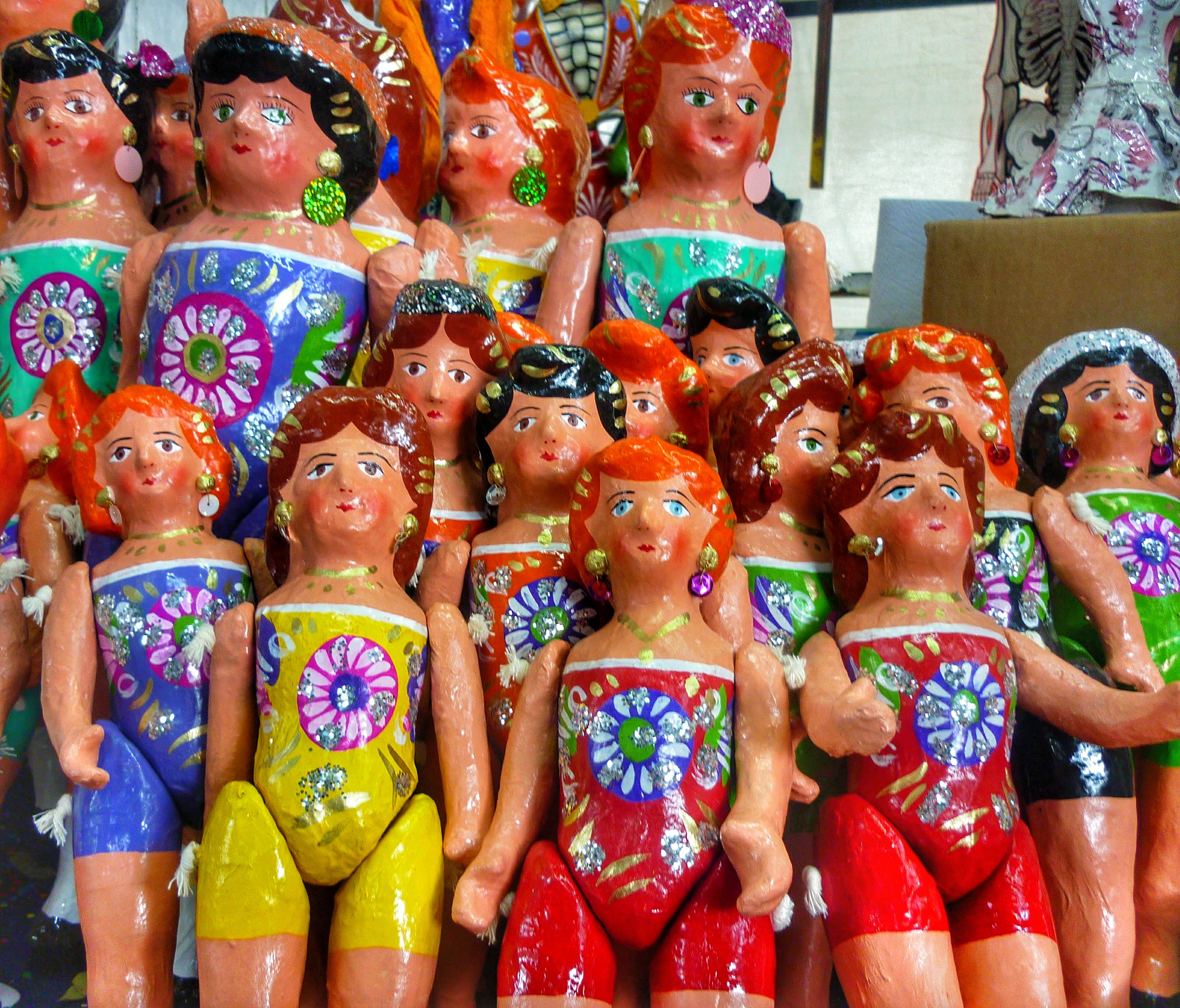
Muñecas Lupitas de cartón del estado de Guanajuato.

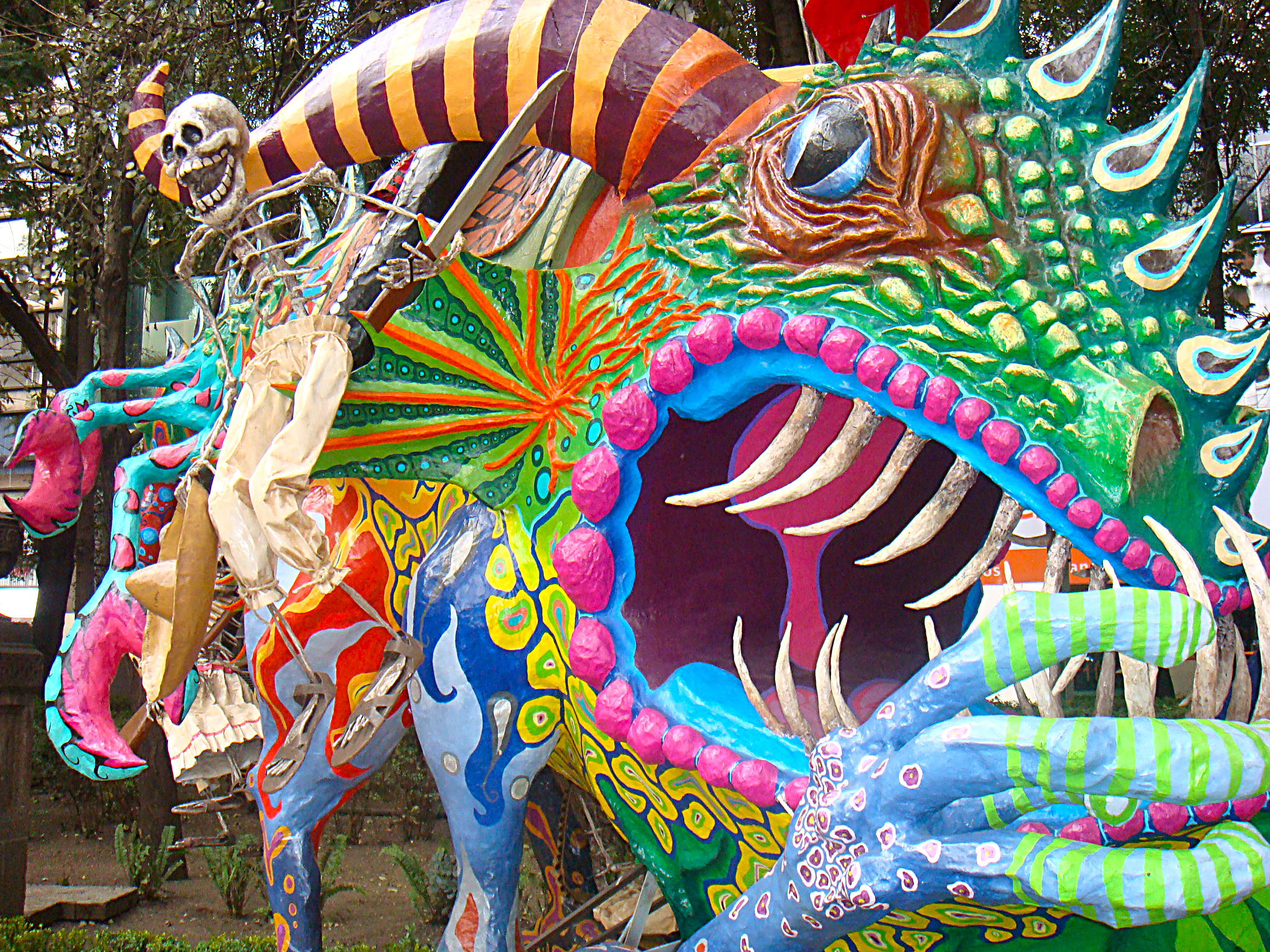
Alebrije.

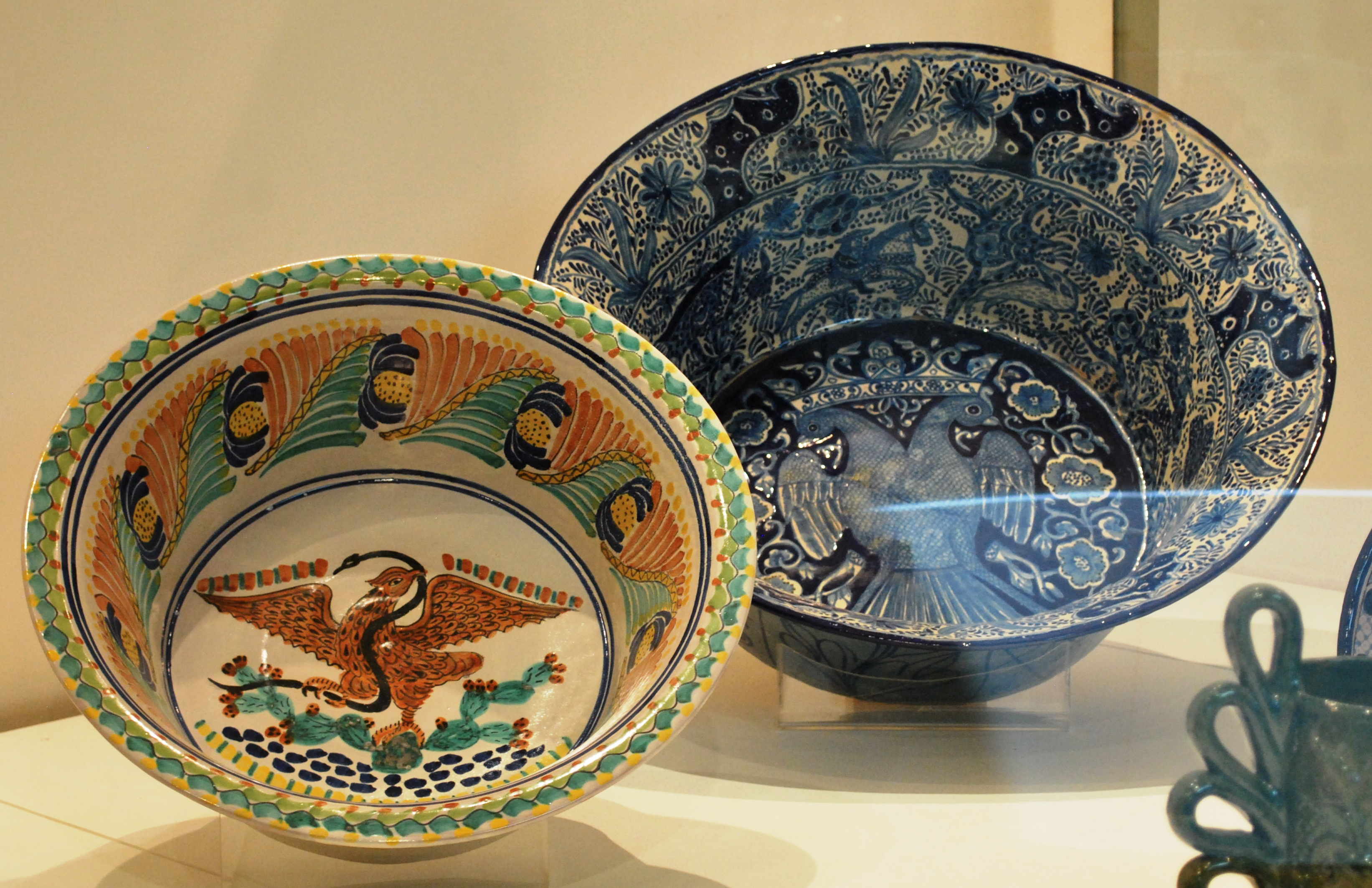
Talavera de talavera poblana.

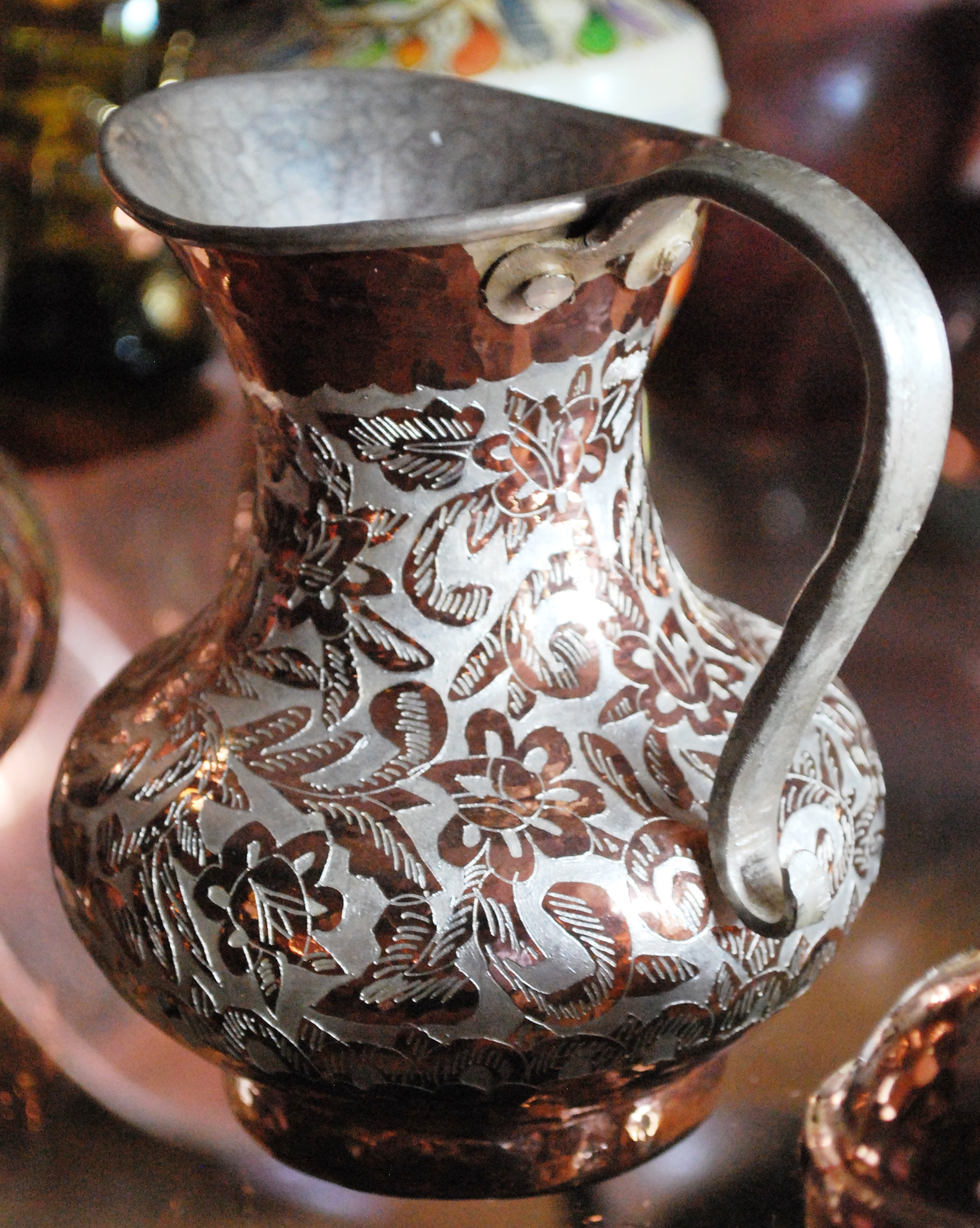
Jarra de cobre de Santa Clara del Cobre, Michoacán.

Antes de la llegada de los europeos, los mexicas habían absorbido la mayoría de las artesanías y comercios tradicionales de los toltecas, mixtecos, zapotecos y de la cultura maya. En algunos de sus escritos, Hernán Cortés describe la gran cantidad de bienes hechos a mano disponibles en los mercados de Tenochtitlán, como textiles, arte con plumas, contenedores hechos con calabazas y objetos hechos de metales preciosos. Bernardino de Sahagún describe los diversos elementos elaborados a partir de la planta de maguey, la gran variedad de cerámica, así como el lugar privilegiado que los artesanos tenían en la jerarquía social nativa.
A comienzos del periodo colonial, la clase de los artesanos nativos fue perseguida y fue casi destruida, ya que muchos de los diseños y las técnicas que utilizaban estaban relacionadas con las prácticas religiosas prehispánicas, que los españoles querían reemplazar con el cristianismo. Conversely, new crafts and new craft techniques were introduced from Europe and often taught to indigenous and mestizo people in missions.
Las artesanías que sobrevivieron a la irrupción europea, como la cerámica, fueron enriquecidas por nuevas técnicas de Europa. Nuevos oficios, como la fabricación de sillas de montar, y naturalizados por los artesanos locales, usando elementos de diseños indígenas. Sin embargo, los oficios que no encajaban en la forma de vida o gusto de los europeos, como la creación de mosaicos de plumas, tendían a desaparecer.
Un caso notable del restablecimiento de la artesanía a comienzos del periodo colonial es el trabajo de Vasco de Quiroga. Quiroga llegó al recién conquistado Michoacán, después de que Nuño Beltrán de Guzmán había asesinado a muchos de los nativos purépechas, arruinado varios cultivos y perturbado la economía. El comenzó a reparar el daño alimentando a los hambrientos, fundando escuelas y hospitales y reconstruyendo la economía. El trabajo para restablecer las artesanías que existían antes, frecuentemente introduciendo nuevas técnicas, y para restablecer nuevas artesanías. Para evitar la competencia de los mismos mercados limitados, el animó a cada pueblo a especializarse en una artesanía o producto en particular. Él fue exitoso en traer varios artesanos de vuelta a su trabajo. Quiroga fue el primero en mezclar sistemáticamente técnicas nativas y españolas, así como la organización del trabajo. Vasco de Quiroga es aún honorado en el estado de Michoacán, especialmente en la región del Lago de Páscuaro, y el estado es famoso por su producción de artesanías.
Con el tiempo las artesanías se redefinieron, ya que la mayor parte de ellas fue dominada por mestizos o aquellos de ancestros europeos e indígenas. Sin embargo, las clases más altas y autoridades del gobierno mantuvieron un fuerte control sobre la producción.
Cerca del final del periodo colonial otro miembro del clero se volvió muy activo en promover las artesanías como una forma de ayudar a aquellos con una posición social más baja en México. En 1803, Miguel Hidalgo y Costilla se asentó como párroco de Dolores Hidalgo, Guanajuato. Entregando la mayor parte de sus deberes religiosos a un vicario, Hidalgo se dedicó al comercio y a búsquedas intelectuales y actividad humanitaria. Pasó gran parte de su tiempo estudiando literatura, trabajos científicos, cultivo de uvas y crianza de gusanos de seda. Usó el conocimiento adquirido para promover actividades económicas para los pobres y la gente rural del área. Estableció fábricas para hacer ladrillos y cerámica y enseñó a los indígenas a trabajar el cuero. También promovió la apicultura. Se interesó en promover actividades de valor comercial usando los recursos naturales de la zona para ayudar a los pobres. Su meta era que los indios y mestizos fueran más autosuficientes. Sin embargo, estas actividades violaban ciertas políticas diseñadas para proteger la agricultura e industria de los españoles peninsulares y se le ordenó detenerlas. El trato que las autoridades españolas daban a los campesinos y a las clases más bajas fue uno de los factores que incitó a Hidalgo a comenzar la guerra de independencia con su famoso Grito de Dolores. Los esfuerzos de Hidalgo fundaba la industria de cerámica mayolica en el estado de Guanajuato.
Tras la guerra de independencia, los gremios de artesanía que habían regulado la manufactura a través del periodo colonial fueron abolidos. Como cualquier persona podía llamarse un artesano la calidad de los productos se deterioró mucho, particularmente en la cerámica, los productos extranjeros entraban al país libremente y la industrialización comenzó a crecer. Para ayudar a detener el deterioro socioeconómico de los artesanos se fundaron hermandades, cooperativas y organizaciones profesionales. Sin embargo, los artistas indígenas generalmente no se unían a estas asociaciones y permanecieron con sus propias organizaciones socioeconómicas.
El estatus de las artesanías nativas siguió siendo precario y despreciado durante lo que se conoce como el porfiriato, o el largo tiempo que el presidente Porfirio Díaz se mantuvo en el poder desde 1876 hasta 1910. No solo las artesanías, sino casi todo lo que era nativamente mexicano fue desechado a favor del estilo y la modernización francesa.
El porfiriato tuvo fin con la revolución mexicana. Cerca del final de la revolución, hubo un deseo por parte de los artistas, intelectuales y políticos de definir y promover una identidad nacional mexicana. Parte de este esfuerzo estaba dirigido a la tradición artesanal de México. Algunos intelectuales y artistas mexicanos, incluyendo al Dr. Atl y a Adolfo Best Maugard, estaban fascinados con el arte folclórica. Convencidos de su importancia, comenzaron a escribir sobre el tema, y a partir de eso se han publicado numerosos libros referentes al tema. El presidente Álvaro Obregón estaba interesado en promover las artesanías mexicanas fuera de México. Se le encargó a un grupo de académicos y artistas interesados en el arte folclórico formar la primera colección de este para exhibición pública. Este grupo incluía personalidades tales como Gerardo Murillo, Javier Guerrero, Ixca Farías, Roberto Montenegro y Gabriel Fernández Ledezma.
El centenario del fin de la guerra de independencia en 1821 solicitó dos magnas exhibiciones de arte folclórico mexicano, una en la Ciudad de México y la otra en Los Ángeles, California. Estas fueron concebidas por Roberto Montenegro y Jorge Enciso, con ayuda de Javier Guerrero, Adolfo Best Maugard y Gerardo Murillo o Dr Atl. Durante este periodo te tiempo, el Dr Atl publicó una obra en dos volúmenes titulada "Las artes populares de México" la cual se convirtió en una eminencia en el tema. Este trabajo incluía discusiones sobre cerámica, barro horneador, juguetes, trabajo en plata, trabajo en oro, mosaicos de plumas, canastos, textiles, objetos de madera, pinturas folclóricas religiosas llamadas ex-votos o retablos así como otros tipos de expresión de arte folclórica tales como el teatro, la poesía y grabado.
En la década de los años 1920, los hogares de las clases altas aún estaban adornados principalmente en un estilo europeo, y los de las clases media y baja adornados con artesanías tales como sarapes de Oaxaca. Durante los años 1920 y 1930 los artistas mexicanos y académicos tales como Diego Rivera, Adolfo Best Maugart y Frida Kahlo promovieron las artes y artesanías folclóricas mexicanas así como las extranjeras tales como Francisca Tooe y William Spratling. Diego Rivera y Frida Kahlo alentaron el ligar la identidad mexicana con artesanías indígenas, con Frida adoptando la vestimenta indígena como su imagen.
El arte folclórico tuvo una influencia significativa en las bellas artes en México durante estas décadas, la cual puede ser observada en las pinturas de Frida Kahlo, María Izquierdo, Roberto Montenegro, y muchos otros más. Una influencia particular fue el uso de los colores intrépidos. Artesanía fue representado como un fenómeno de las masas, con la finalidad de promover la identidad nacional mexicana. A pesar del apoyo que las artesanías recibían por parte de muchas personas de la elite de México, coleccionistas extranjeros, críticos y dueños de galerías en las primeras décadas del siglo XX, las piezas por sí mismas nunca fueron consideradas verdaderamente arte. Eran consideradas ejemplos de intuición nativa, genio y tradición pero no talento individual. Durante la mayor parte del siglo XX, lo que más se había discutido sobre la artesanía mexicana es su significado colectivo, especialmente identificándola con varios grupos étnicos. Este anonimato aseguraba que este tipo de expresiones permanecieran siendo, de cierta forma, inferiores a lo que se consideraba “verdadero arte” y sus creadores eran llamados artesanos en lugar de artistas.
De 1920 a 1950, México fue el tercer productor de artesanías más grande, después de Japón y China, con el apoyo descrito anteriormente. Sin embargo, este apoyo no llevó a colecciones de museo mayores o valoraciones más elevadas sobre el trabajo producido. Algunas artesanías no se beneficiaron de ser asociadas con el nuevo mito de identidad mexicana. Una en particular es el trabajo en cera, ya que es asociado principalmente con objetos y motivos católicos religiosos. Hoy en día, solo un puñado de personas aún trabajan la cera y para todos los efectos, la artesanía está muerta en México. La glorificación de las artesanías e íconos nacionales, arquetipos y prototipos en la primera mitad del siglo XX tuvo algunos efectos negativos. Ciertas imágenes tales como la china poblana, escenas rurales, charros etc. comenzaron a aparecer casi por doquier en los productos que los artesanos estaban haciendo. La promoción de la artesanía mexicana fue aceptada antes por lo extranjeros que por los mismos mexicanos. Muy pocos ejemplos de las artesanías de inicios del siglo XX sobrevivieron y las mayor parte de las mejores colecciones están en manos norteamericanas o europeas.
La apreciación de los nativos mexicanos de su propio arte fue ayudada cerca de la mitad del siglo en parte debido a la popularidad de las películas de Emilio “El Indio” Fernández y Gabriel Figueroa. Finalmente incluso hogares en la exclusiva zona del vecindario Lomas de Chapultepec en la Ciudad de México tendrían algún toque de “lo mexicano” en su decoración. al final de 1940, el gobernador del Estado de México, Isidro Fabela, creó el primer museo dedicado a las artesanías y artes folclóricas mexicanas en Toluca. Más tarde el presidente mexicano Miguel Alemán Valdés inauguró el museo nacional de arte popular e industrias, nombrando a Fernando Gamboa conservador del museo. Gamboa organizó una exposición en Europa que tuvo mucho éxito. Adolfo López Mateos creó una confianza para promover las artes y artesanías mexicanas llamado el Banco Nacional de Fomento Cooperativo el cual fue transformado en el actual Fondo Nacional para el Fomento de la Artesanías (FONART) por Luis Echeverría. Varios estador organizaron estructuras de soporte similares, incluyendo Casas de Artesanías que son tiendas del gobierno que venden mercancía hecha a mano. Una iniciativa privada por Banamex apoya a un gran número de artistas y organiza exposiciones donde algunas de las mejores artesanías que se pueden encontrar pueden ser observadas y compradas.
En 1940, el Primer Congreso Indigenista Interamericano se llevó a cabo en Pátzcuaro, Michoacán, dando pie al Instituto Indigenista Mexicano. En la década de los cincuenta, este instituto, junto con el INAH creó el Patronato de las Artes e Industrias Populares, el cual jugó una parte importante en la protección y promoción de artesanías hechas a mano. Durante la misma década los primeros estudios socioeconómicos sobre estas tradiciones artísticas tuvieron lugar, con la finalidad de establecer políticas económicas con respecto a ellas. En 1969, el primer Congreso Nacional de Artesanía tuvo lugar en la Ciudad de México, lo cual llevó a la creación del Consejo Nacional para las Artesanías, con una tienda llamada el Palacio de las Artesanías. Más tarde la Dirección General de Arte Popular y el Fondo Nacional para el Fomento de la Artesanías fueron creados. Estos serían reemplazados más adelante por la Dirección General de Culturas Populares y dentro de esta entidad está el Departamento de Artesanías. Después se estableció la Junta de Fomento de Artesanos, la cual publicó una revista llamada Semanario Artístico. Para promover lo productos hecho en México, el grupo organizó las Juntas Patrióticas, que tienen como único objetivo la consumo exclusivo de arte folclórico y artesanías mexicanas por parte de sus miembros. Muchas de estas organizaciones tienen reconocimientos, premios y eventos relacionados con la artesanía incluyendo el Premio Nacional de Arte Popular).
Con un aumento del interés intelectual e institucional en la artesanía llegó, también, una decaída de interés en el populacho mexicano. Gran parte de esto se debió al incremento de las clases medias en México entre 1950 y 1980 quienes mostraron una preferencia por los productos hechos en masa y el deseo de ser parte de una cultura nacional, progresiva en lugar de una cultura tradicional y local. Hacia el final de este periodo, las artesanías se consideraban una mera colección de curiosidades. Imitaciones baratas de artesanías mexicanas, especialmente aquellas relacionadas con la religión, comenzaron a llegar a los mercados mexicanos de Norteamérica y Asia, delegando en el kitsch, tales como imágenes de Cristo con ilusiones ópticas para que pareciera que parpadea. Verdaderas imágenes folclóricas como los exvotos ya no estaban hechas para turistas y coleccionistas, no como una verdadera expresión religiosa.
El interés en la última parte del siglo XX estaría concentrada entre académicos, coleccionistas/“expertos” y turistas. Entre los mismos artesanos, ha habido cierto movimiento desde los setenta para romper la tradición del anonimato y que se reconozca el talento del individuo como artista. Algunas personas que han logrado hacer esto incluyen a Roberto Ruiz, quien se especializa en obras hechas a base de hueso, Teresa Nava quien hace molelos, Teodoro Torres quien hace figuras de plomo, y muchos otros más. En cada uno de estos casis el talento individual del artista es parte del valor de la obra.
La industria del turismo y el interés extranjero son ahora una parte esencial de mantener la tradición mexicana de la artesanía viva. Sin embargo, la producción en masa de imitaciones generalmente es vendida a los turistas.

## Exportaciones
Las artesanías mexicanas son vendidas a los extranjeros de dos maneras diferentes. La primera es vender a los turistas, ya que los objetos mexicanos hechos a mano son atractivos para los visitantes extranjeros. La segunda manera es a través de exportaciones. La artesanía mexicana es vendida, en grandes cantidades, a otros países, especialmente a través de internet. Las exportaciones, la mayoría de las veces, son hechas por inversiones en artesanías específicas, por gente en particular, en lugar de promoción en gran escala de las artesanías mexicanas en general.
Un ejemplo, implica empresas pequeñas y cooperativas de atraer inversión extranjera y oportunidades para vender los productos al extranjero. Una de tales cooperativas, encabezada por Nurit Álvarez Cravioto, en el estado de Hidalgo, consistente en las zonas rurales pobres, muchas de las cuales se han ido a trabajar a los Estados Unidos, y ex-convictos que no pueden encontrar trabajo. Necesitaban una inversión de $10 000 USD, para construir talleres y comprar equipo. No fueron exitosos en conseguir todo el dinero a través del estado de Hidalgo o recursos federales de México. Sin embargo, su caso era lo suficientemente conocido que un político del estado lo mencionó a embajada japonesa en México. La cooperativa hizo una presentación de ventas a la embajada de Japón, la cual estuvo de acuerdo en darle los fondos necesarios. Con este esfuerzo se espera crear la habilidad de exportar los productos de la cooperativa a Japón.
Otra comunidad en Hidalgo, llamada Axhiquihuixtla, hace máscaras ceremoniales de madera esculpida. El escultor Javier Astorga le dio fondos a la comunidad y compró sus máscaras. Las máscaras terminaron en la galería llamada Biddingtons en Nueva York, donde alcanzaron precios de hasta 350 dólares cada una, en comparación con los 250 pesos por los que eran vendidas.
- La Coordinación de Latinoamérica de ProMéxico señaló que actualmente: “México está implementando una estrategia muy ambiciosa de diversificación de mercados hacia América Latina. En este sentido, la Alianza del Pacífico es un aliado natural y piedra de toque de integración con la región. La eliminación de los aranceles, la visa de negocios, la Ventanilla Única de Comercio Exterior, el impulso a compras públicas intra-alianza y la homologación de normas técnicas en los sectores alimentarios, farmacéutico y cosmético son algunos de los grandes avances de este mecanismo que benefician directamente a las empresas de la región”.[23]

- México despertó el interés de un empresario de los Emiratos Árabes Unidos, gracias a sus productos tradicionales y artesanías, por lo que ProMéxico le ayudó a contactar a creadores mexicanos. El empresario es dueño de varias tiendas que ofrecen artículos para exteriores, jardines y productos tradicionales que él mismo selecciona cuidadosamente de lugares como China, los Estados Unidos, la India, Pakistán y Rumanía. ProMéxico le organizó una agenda de negocios con artesanos de diversas regiones de la República Mexicana: creadores de alebrijes, esculturas y decoración; diseñadores de ropa, bolsas y zapatos con motivos mexicanos; así como fábricas de talavera y productos de decoración tradicional mexicana. Los artesanos le mostraron sus creaciones, le revelaron el significado y la cultura que respalda cada diseño, y le explicaron el uso de formas y colores. El empresario generó vínculos de negocios muy interesantes con algunos de ellos, incluso les propuso crear productos únicos y exclusivos para sus tiendas, como alebrijes de fauna endémica de los países árabes, también quedó muy interesado en unas lámparas colgantes alargadas con aplicaciones de talavera e identificó otros productos para decoración de exteriores que le gustaría importar a su país, por lo que ProMéxico le apoyará en la vinculación con proveedores.[24]

La alianza del Pacífico ha incrementado la exportación de artesanías en México y Latinoamérica en gran cantidad ya que sus ventas al exterior se han casi duplicado en la última década; pasaron de 3500 millones de dólares hasta alcanzar 6200 mdd en 2016. Esta representa para México 28% del comercio total con Latinoamérica y el Caribe y representa para México el tercer mercado de exportación, después de los Estados Unidos y Canadá.
- Esta alianza no solo ha incrementado las exportaciones sino que incremento el empoderamiento y crecimiento de un sector de mujeres productoras y exportadoras de artesanías.[25]

## Manteniendo la tradición

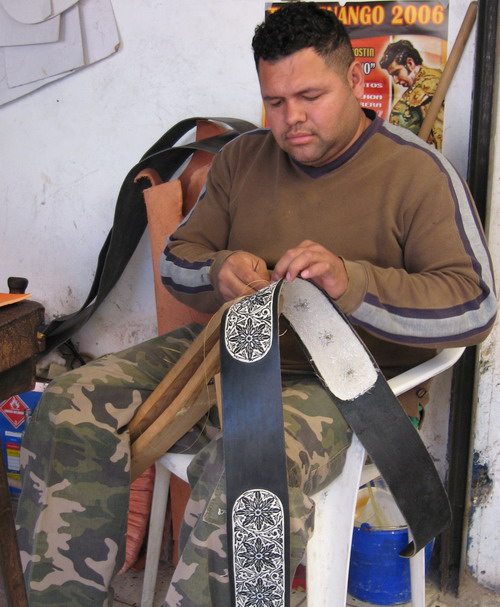
Hombre decorando cuero con puntadas

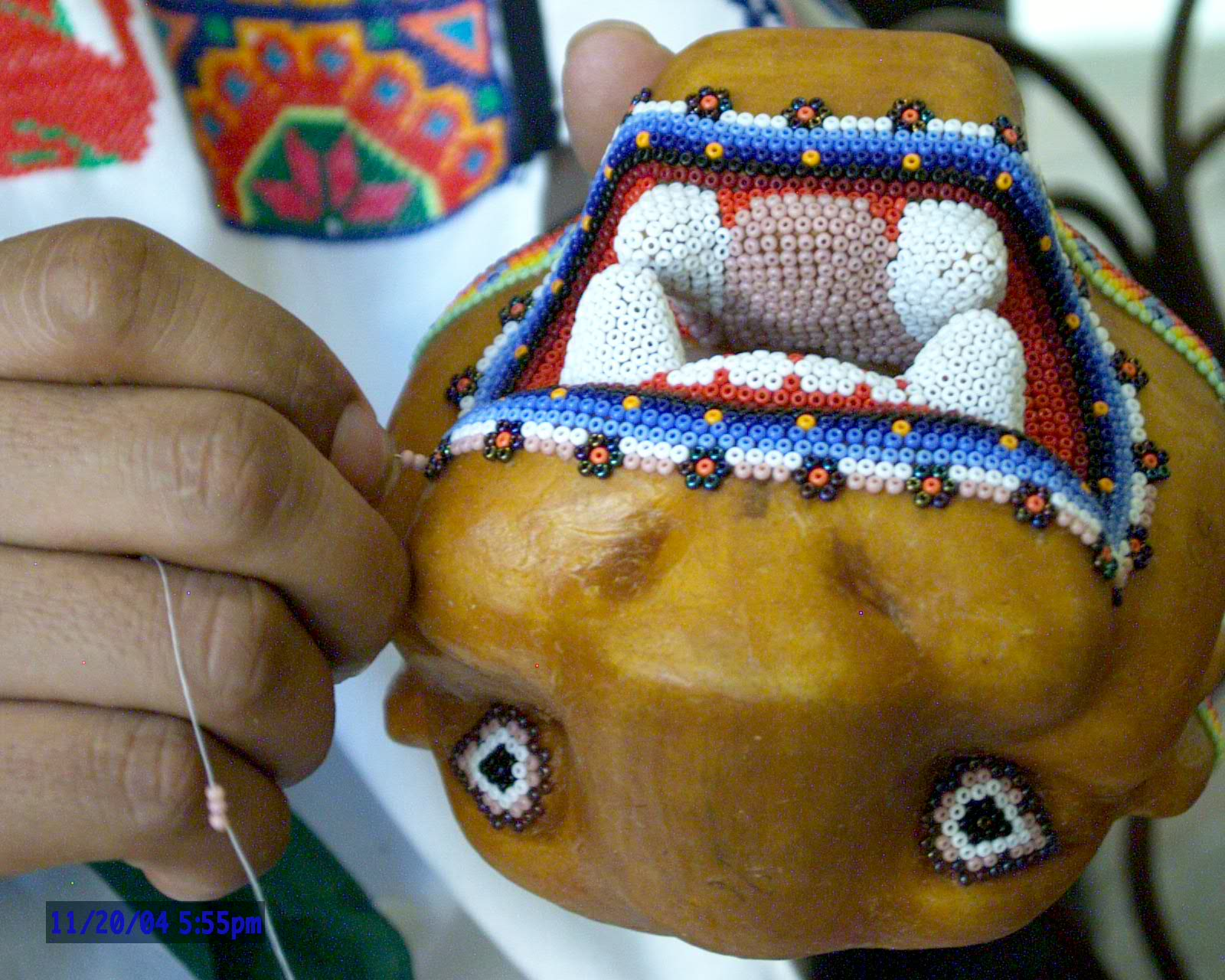
Creando máscara Huichol

Al igual que en el pasado, la mayoría de los productos en México, aún son consumidos domésticamente en la vida diaria de las familias, en especial productos como ropa, utensilios de cocina y productos similares, así como objetos ceremoniales y religiosos. Mucho de lo que se conoce de la artesanía mexicana, fue promovido en los años 1920 y es considerado lujoso, por ejemplo la cerámica Talavera. La tradición sobrevive en la producción de muchos de estos productos. Solo el cinco por ciento de los artesanos mexicanos emplea métodos, diseños y promociones innovadoras, con gran éxito. El 65% continua haciendo las artesanías con pocas, si es que hay, diferencias en comparación a las de sus antepasados y 30% está en algún lugar del medio.
Muchas organizaciones y programas gubernamentales existen para ayudar a los artesanos y promover la producción de artesanías. Muchas escuelas de arte en México tienen clases de algunos tipos de artesanías y el Instituto Nacional de Bellas Artes tiene una escuela de artesanías. En Puebla, Puebla, artistas como Juan Soriano, Vicente Rojo Almazán, Javier Marín, Gustavo Pérez, Magali Lara y Francisco Toledo fueron invitados a ayudar rediseñando la decoración de las cerámicas producidas ahí (pero no los métodos de producción), esto lo hicieron agregando formas humanas, animales y otras imágenes diferentes a las tradicionales de flores y diseños curvos.
La intervención de artistas en el proceso de diseño ha sido criticada por expertos, como la antropóloga Victoria Novelo, que afirma que muchas de estas “interferencias” hechas por los artistas en los oficios, por medio de la introducción de ideas, las hacen aun cuando estos carecen de estudios en las tradiciones culturales detrás de estos oficios. Ella también afirma que muchos diseñadores con educación universitaria creen que con diseños innovadores, pueden ayudar al artesano a salir de la pobreza, sin saber siquiera porque el artesano es pobre en primer lugar.
A pesar de las organizaciones e instituciones, la mayoría de los artesano mexicanos son empobrecidos con poco acceso a materiales o diseños de calidad, gracias a la falta de conocimiento cultural. Los artesanos también deben competir con bienes hechos en grandes fábricas y copias de la artesanía mexicana importada de lugares como China. Esto mantiene bajos los precios, y el tiempo que toma en crear auténtica artesanía pone a los artesanos mexicanos en una desventaja económica. Esta es una de las razones, por las cuales generaciones más jóvenes tienen menos interés en la tradición de las artesanías.

## Tipos de arte folklórico y artesanías en México

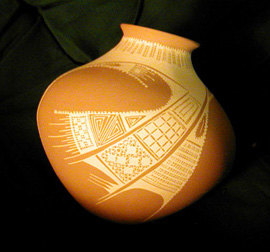
Olla sin esmaltar del estado de Chihuahua.

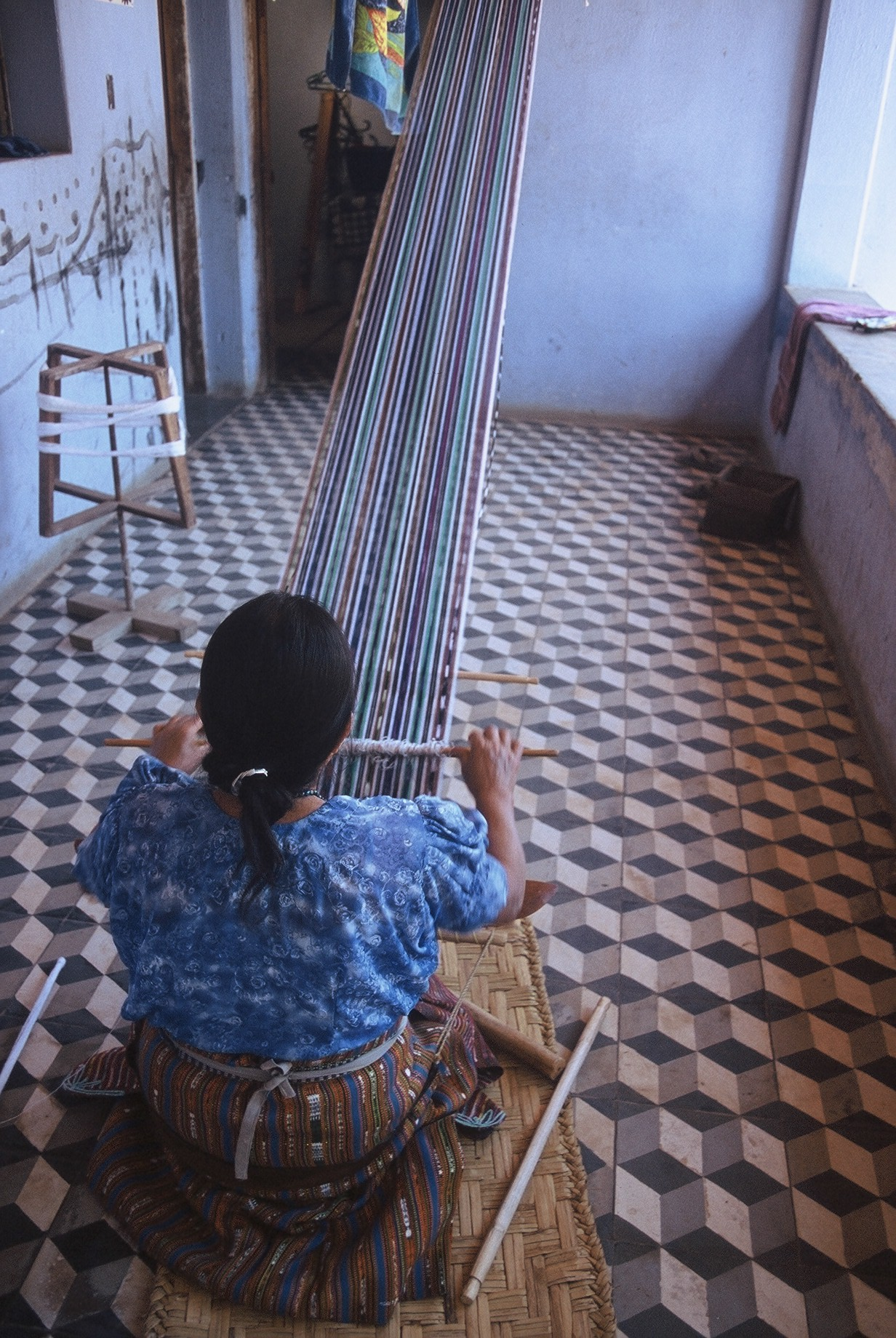
Mujer Maya tejiendo con un telar de cintura

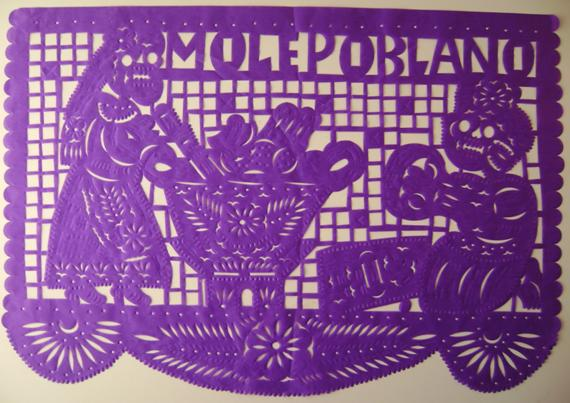
Papel picado para el Día de Muertos con diseño de mole poblano.

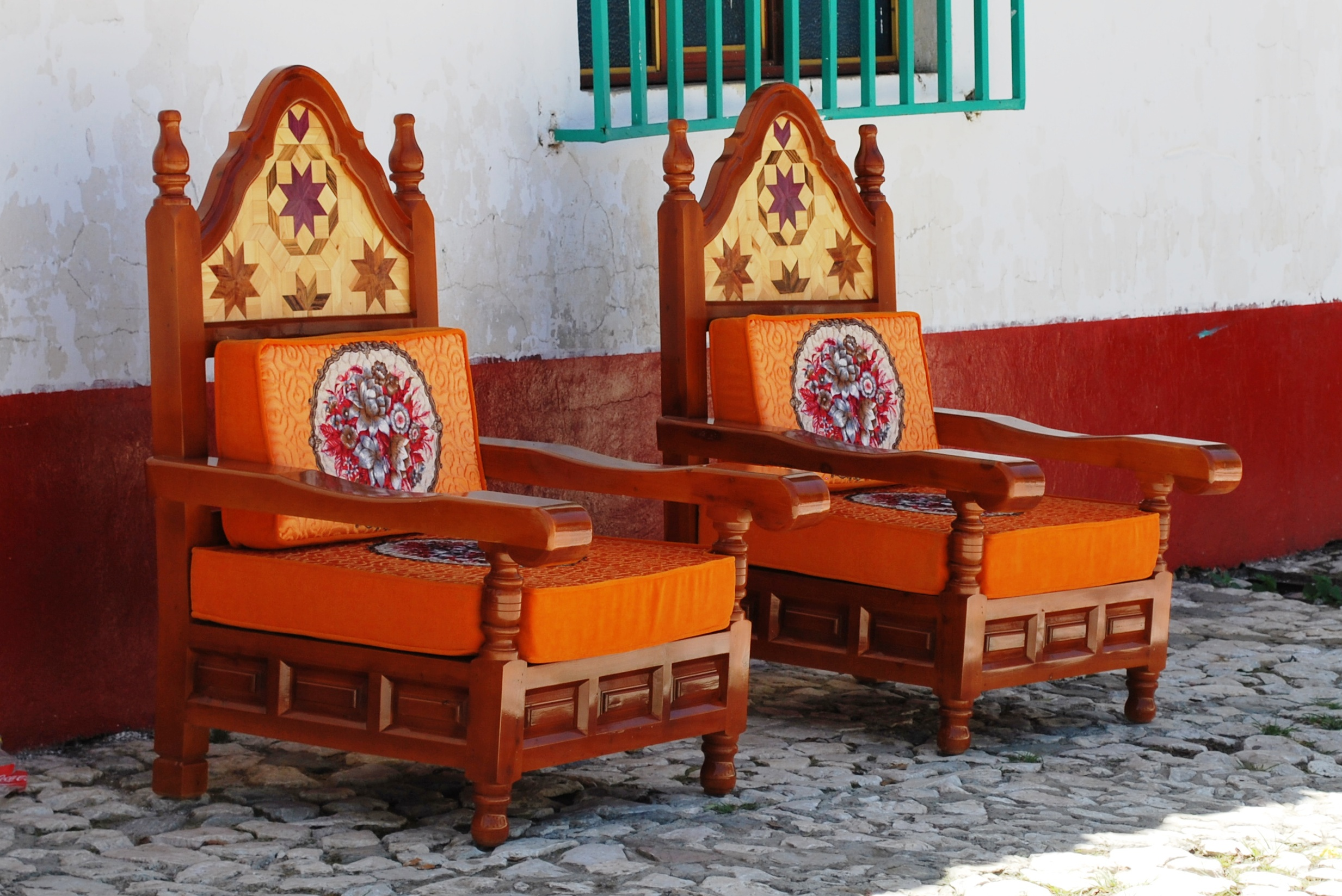
Muebles entarimados a la venta en Ixcateopan, Guerrero.

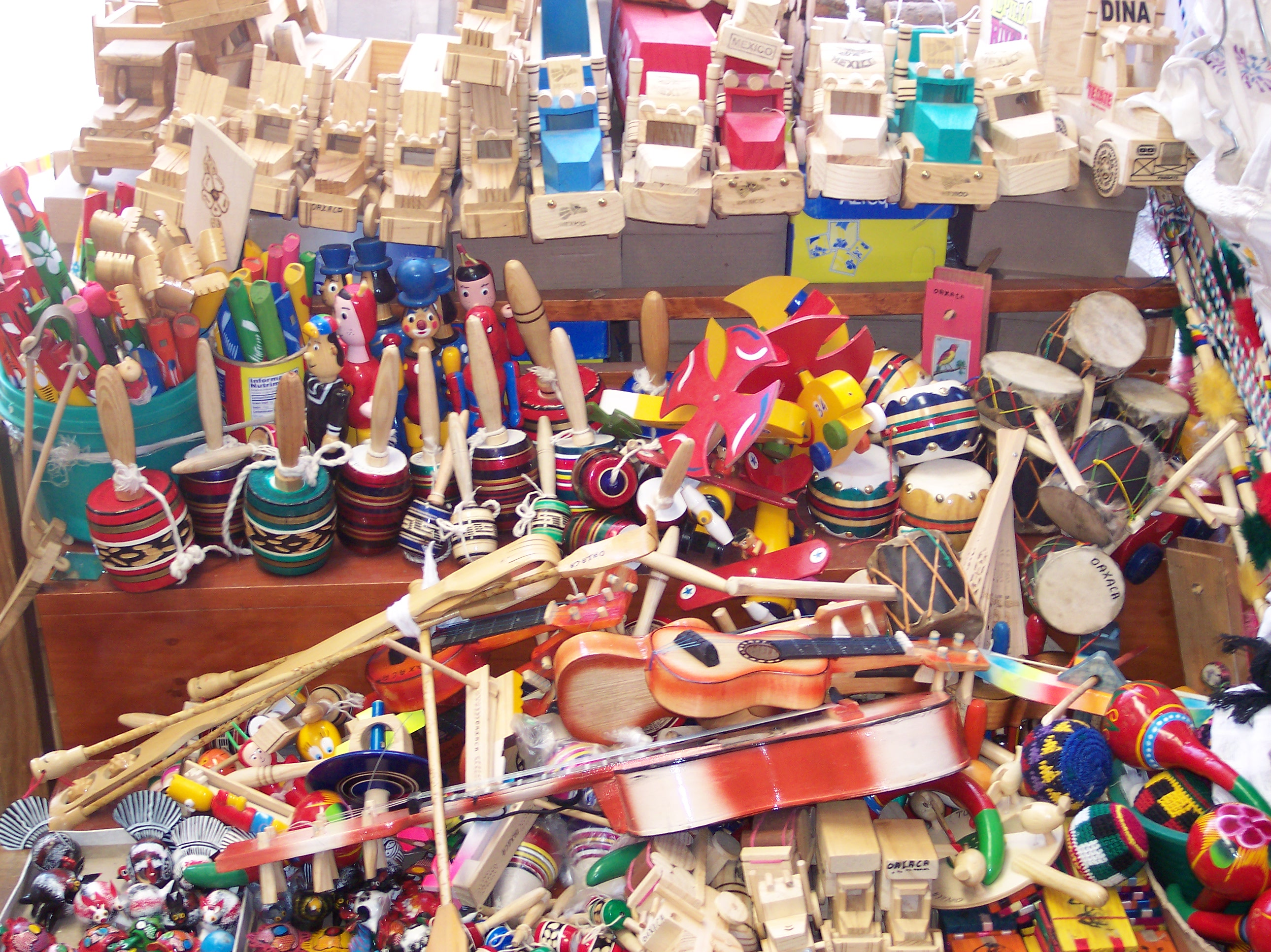
Juguetes mexicanos con estilo tradicional en venta en Oaxaca

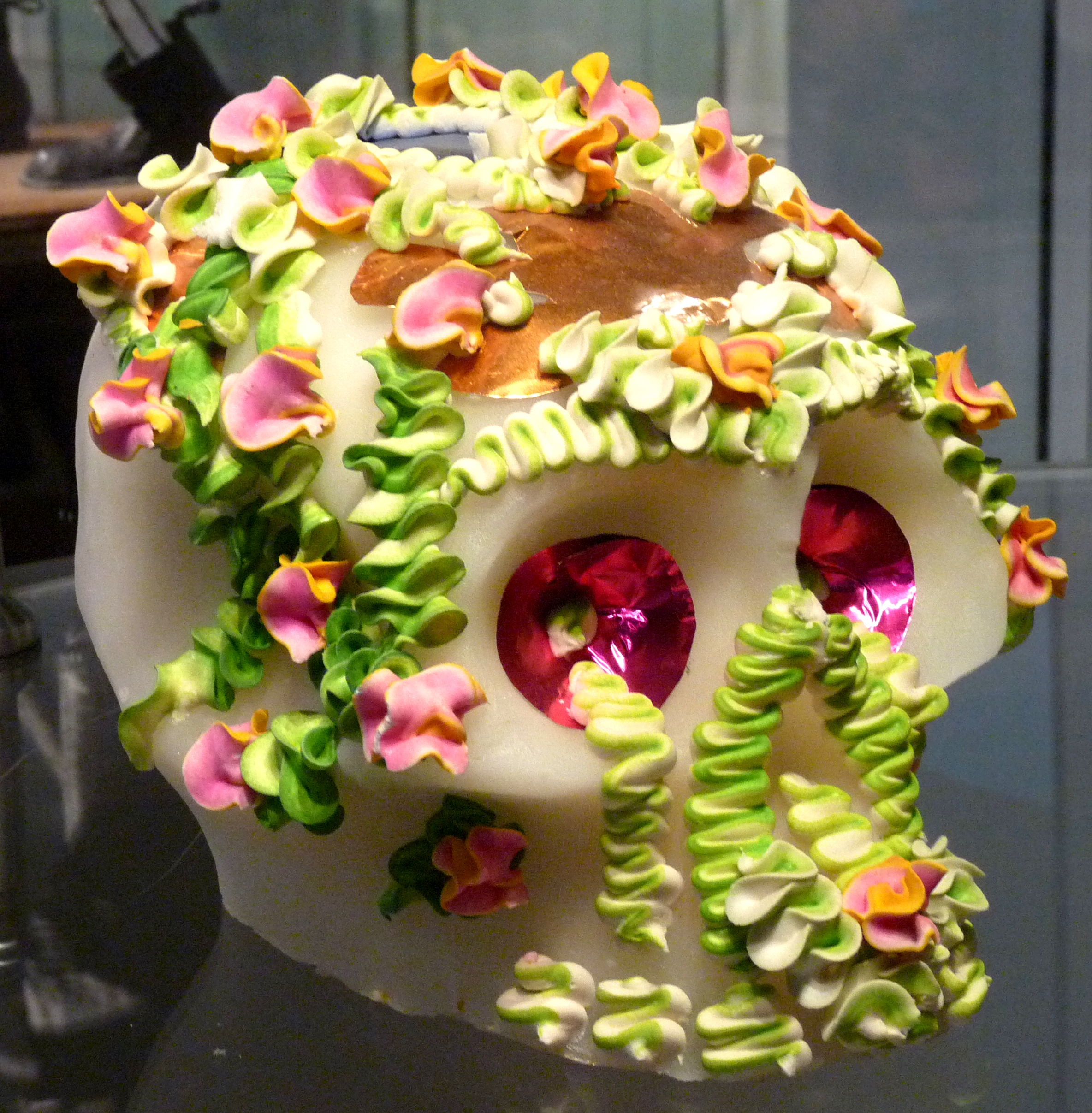
Calavera decorada hecha de azúcar para el Día de los Muertos

Las artesanías mexicanas cuentan con un gran reconocimiento y valoración, por ser productos que manifiestan la diversidad cultural de una sociedad, lo que ha permitido al sector convertirse en un atractivo mercado con potencial de crecimiento. Varían de gran manera en los materiales usados, técnicas, utilización y estilos. La artesanía más presente en México es la cerámica/alfarería. La cerámica fue considerada como una de las formas más altas del arte durante el Imperio Azteca, se decía que el conocimiento para hacer alfarería había venido del dios Quetzalcóatl. La alfarería prehispánica era hecha enrollando la arcilla en un círculo y luego hacia los lados, después se raspaba y moldeaba el trabajo hasta que las espirales ya no se pudieran detectar. Los españoles introdujeron la rueda del alfarero y nuevas técnica de acristalamiento. La cerámica mayólica vidriada fue introducida por los españoles. Puebla, en particular, es reconocido por su variedad mayólica, la cual es llamada Talavera. Una de las características de esta ciudad es que muchas cocinas y edificios están decorados con azulejos de Talavera con detalles intrincados. Los azulejos son un subconjunto de cerámica y eran usados extensamente en el México colonial. Estos azulejos primero eran calentados a bajas temperaturas, para después ser pintadas con diseños intrincados y finalmente calentados a altas temperaturas para fijar el barniz. Estos son hechos actualmente, pero la mayoría de los azulejos decorativos en México son hechos en fábricas. La cerámica sin esmaltar todavía se hace, pero generalmente solo se hace con propósitos decorativos, copiando el diseño de las culturas prehispánicas.

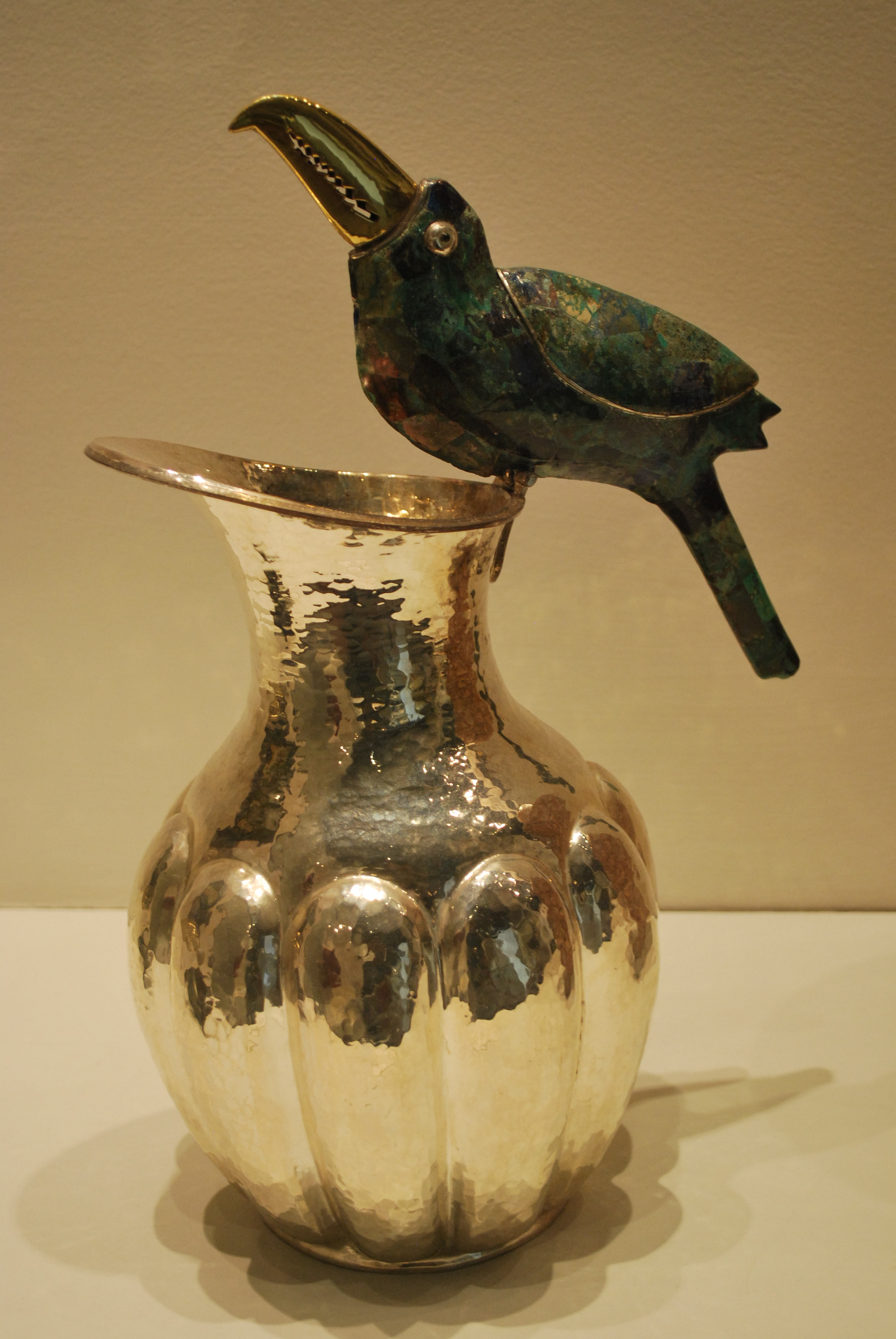
Jarrón de plata con asa de pájaro en el Museo de Arte Popular, Ciudad de México

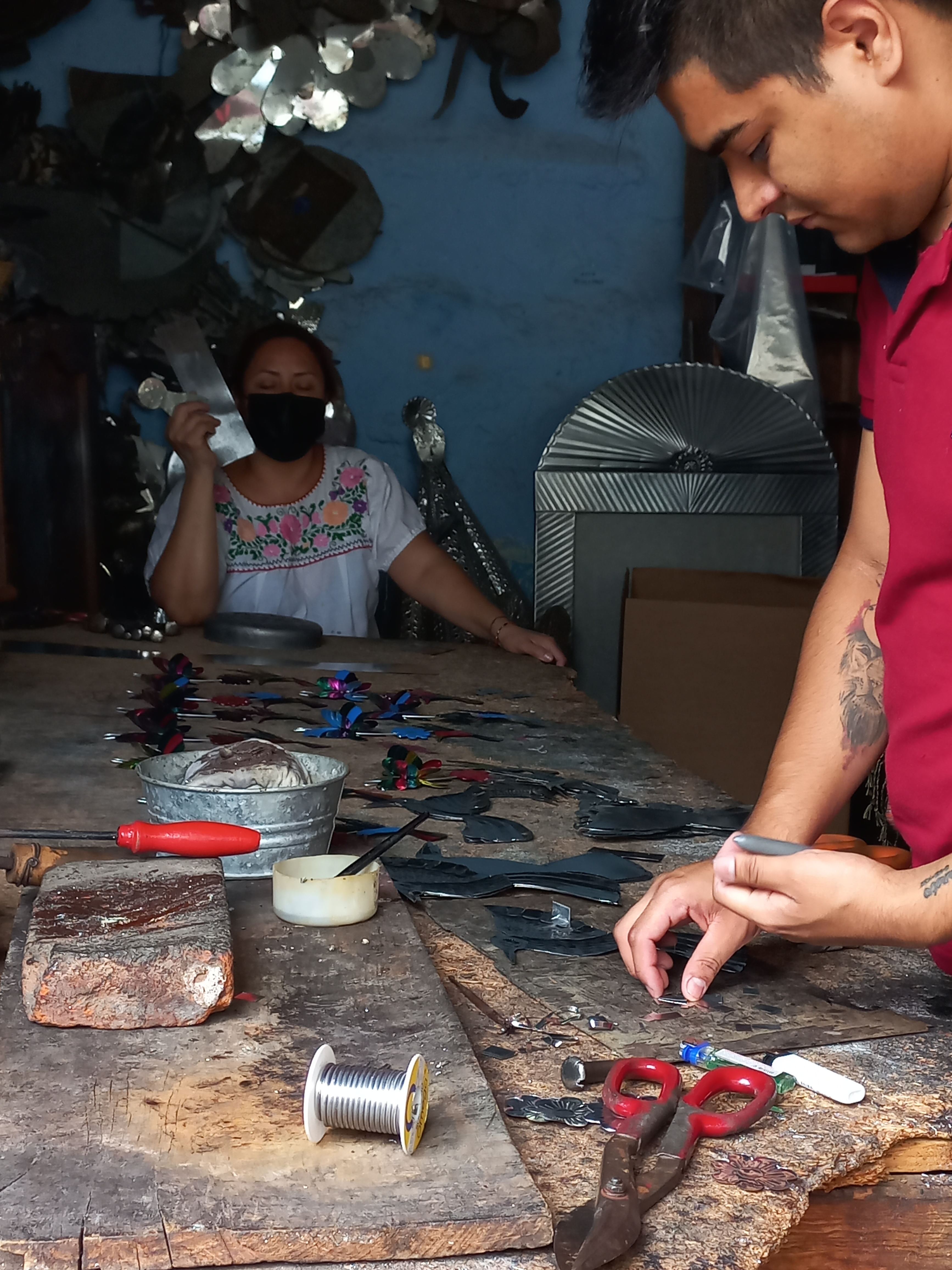
Artesano oaxaqueño en taller de hojalatería en Oaxaca

El trabajo con metal en Mesoamérica, especialmente de plata, oro y cobre, estaba sumamente avanzado cuando los españoles llegaron. El oro era incrustado en el cobre, los metales eran martillados hasta que tuvieran el grosor del papel y moldeados usando el método perdido de la cera. Algunas herramientas de cobre y hierro eran producidas, pero la artesanía de metal prehispánica fue dominada por la joyería y las ornamentas. Los españoles introdujeron nuevas técnicas como la filigrana, donde pequeños hilos de metal son encadenadas para crear joyería. Durante el periodo colonial, la gente indígena tenía prohibido trabajar con metales preciosos. Hoy en día, diseños antiguos han sido revividos, con Taxco, Guerrero, siendo el centro de la platería. La platería es ahora, una de las principales exportaciones de México. El trabajo con cobre es particularmente abundante en Michoacán. Un objeto de cobre martillado es una gran vasija en donde la grasa del puerco es derretida o caramelizada para hacer dulces. Cada año durante el mes de agosto, Santa Clara del Cobre celebra un festival del cobre.
Muchas diferentes fibras, son retorcidas, anudadas y tejidas en textiles y objetos. Los materiales incluyen juncos, cañas, hilos, cuerdas de plástico y cuerda así como muchos más. Históricamente, las fibras eran teñidas usando pigmentos creados de plantas y animales. Los tintes sintéticos han remplazado a los naturales, para muchos artesanos, pero aún hay algunos que los usan, especialmente en Oaxaca donde todavía se usan tintes tradicionales. Los materiales tejidos en México comenzaron con cestería y la creación de tapetes. La planta de agave era una importante fuente de fibras e hilos, hoy en día se usa para hacer hilos y papel. El algodón también era usado; hecho en hilo por sí mismo o combinado con plumas o pelaje de animal para proveer calor. Las mujeres mexicanas muy tradicionales aún hilan su propio hilo, el cual está hecho de lana o algodón y puede ser desde muy fino hasta muy grueso. Los textiles tiene una larga historia de tradición. Diseños bordados con colores brillantes en los vestidos de las mujeres, puede identificar la tribu, edad y estado civil de la mujer. Se conoce sobre los textiles tejidos, desde las culturas prehispánicas hace cientos de años, antes de la llegada de los españoles, utilizando un telar de cintura amarrado entre un árbol y la espalda de la tejedora. Los españoles introdujeron el telar de pedal, el cual puede hacer grandes piezas de tela.
'La tejeduría  es un oficio practicado por los hombres, mujeres, niños y adolescentes en México y casi todas las fibras disponibles son trabajadas a mano para crear objetos útiles como manteles, canastas, sombreros y bolsas. A muchos de los materiales usados le dejan su color natural, pero algunos pueden ser teñidos con colores vividos. Las fibras de plástico están comenzando a usarse más.
- El rebozo: La producción artesanal de esta tradicional prenda data del año 1764, en Santa María del Río, San Luis Potosí, como necesidad de las mujeres por tener una prenda para cubrir sus cabezas al entrar a los templos. En este poblado opera, desde 1953, una escuela taller de rebocería, a cargo del destacado artesano Felipe Acevedo; ahí es posible observar el proceso completo de fabricación de la prenda que dura de 30 a 60 días en promedio y consta de 15 pasos, entre los que está el hervir o “atolar” el hilo, asolearlo, amarrarlo en bola, teñirlo y urdirlo.[42]

El papel es hecho, así como usado para crear artesanías en México. La fabricación de papel es una habilidad que viene desde los tiempos prehispánicos. Principalmente se usa la corteza de dos árboles, la planta morus o la familia de la morera es usada para hacer papel blanco y el ficus o la familia de brevas para variedades de papel más oscuro. Tradicionalmente, la corteza era cortada y raspada por hombres, pero el papel en sí, era hecho por las mujeres. El proceso comienza lavando la corteza, después se hierve con cenizas. Después es enjuagado y golpeado hasta que las fibras se juntan, después se deja secar al sol. Las banderolas de papel picado, se cuelgan en las calles en ocasiones especiales.
El cuero en México está muy ligado con la tradición del charro/vaquero, enfocándose en la creación de sillas de montar, cinturones y botas. Sin embargo, el cuero también se puede encontrar en cubiertas de asientos, como las sillas equipale y como pantallas para lámparas. El cuero tradicionalmente se decora con patrones florales usando mano de obra y herramientas y coloreándolo con tintes o barniz.
Los palacios y las casas de los nobles de los aztecas tenían muebles adornados. Piezas enteras de maderas duras eran talladas en bancas y mesas, entre otros objetos. Los muebles tenían incrustaciones de oro y algunos estaban cubiertos por pieles de animales. Un tipo de goma laca o barniz existía en el México prehispánico y era usado en muchas cerámicas. El Códice Mendocino lo menciona como un tipo de aceite en contra del agua extraído de un gusano llamado “hacha” y mezclado con aceite de la semilla de amapola espinosa o semillas de salvia mexicana y pigmentos, lo cual resultaba en una pintura. Después de la conquista, los españoles demandaron muebles con estilo europeo, los cuales eran hechos usualmente por artesanos indígenas. Como México era la puerta a Asia, las técnicas orientales como el entarimado y otros tipos de incrustaciones, se convirtieron comunes también. El estado de Michoacán es un gran productor de muebles artesanales, los cuales pueden ser simplemente barnisados o, manchados o pintados en colores brillantes.
Los “objetos ceremoniales” son producidos en todas las regiones del país, con diferentes formas, tamaños y colores, cuyo único propósito es celebrar a los santos, los días festivos y honorar a la muerte. Uno de los días festivos para los cuales se hacen más artesanías es el Día de Muertos. Las artesanías creadas para decorar las casas y para crear las “ofrendas” (altar de muertos), comprenden desde calaveritas de azúcar hasta esqueletos decorados, representando diferentes profesiones como doctores. Grandes cantidades de flores y plantas son usadas para crear decoraciones para las ofrendas y para las tumbas. Dentro de las artesanías, también se encuentra el barro negro, el cual también se usa para decorar el altar de muertos... La Navidad también es un día festivo muy importante en México, donde culmina la venta de “piñatas” y de los “nacimientos del niño Dios”. En el domingo de ramos, se tejen cruces con hojas de palma. En algunos lugares en México, durante la Semana Santa, un papel maché gigante con el dibujo de Judas Iscariote, es quemado en forma de ritual. Para los días en los que se celebran a los santos patronos, el papel maché, es pegado a lo largo de las carreteras y sobre las ventanas.

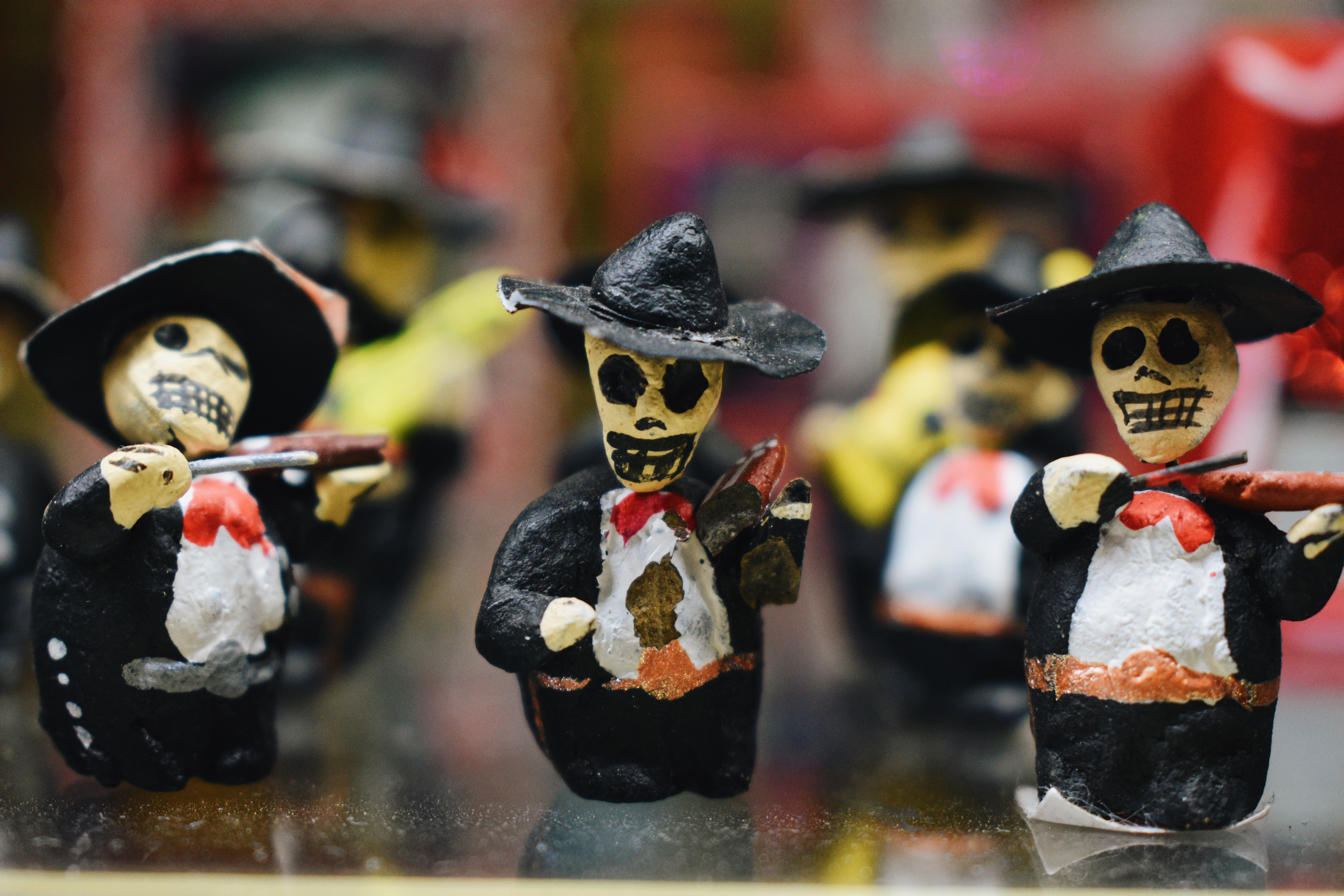
Catrines mariachis

Los “juguetes” mexicanos hechos a mano, son principalmente la representación miniatura de la vida, como por ejemplo: los pájaros, muebles, sirenas, escenas de corridas de toros, carros y mucho más, hechos con materiales que se encuentran a la mano, como madera, tela, plastilina y plomo. Estos juguetes fueron principalmente creados para los niños de las clases baja en México. Son considerados artísticos, no por su originalidad, sino por el ingenio de crear algo especial de la nada. Estos juguetes, muchos de los cuales sobreviven del siglo XIX y XX, forman parte de colecciones valiosas de coleccionistas, pero son despreciados por la población general de México. Desde los años 1950, con la influencia de películas y la televisión, la mayoría de los niños dejó de querer este tipo de juguetes y comenzó a preferir aquellos producidos en masa, en otros países, influenciados por lo que ven en los medios de comunicación. La mayoría de los juguetes vendidos a los turistas, ahora son imitaciones baratas de algo que solía ser común.
El cartón utilizado principalmente en la creación de alebrijes que anteriormente solo eran nombrados como figuras talladas es una de las artesanías más emblemáticas de México. Según la tradición, el término alebrije lo comenzó a utilizar la familia Linares de San Martín Tilcajete, Oaxaca. Pedro Linares, una persona de mucho talento, les dio el nombre de alebrijes a estas artesanías inspirado en sus sueños. Se dice que una persona constató que se vendía bien este tipo de trabajo y que gozaba de cierta popularidad; entonces pensó hacerlos en madera pues el cartón tiene la desventaja de un fácil deterioro y, sin duda, en madera durarían más. Desde entonces su nombre permanece y con el tiempo no sólo hicieron estas figuras, sino animales con muchos elementos imaginarios.
El barro negro se comenzó a trabajar en la región desde tiempos precolombinos. Se sabe que se atribuye a los zapotecos, y más tarde los mixtecos, habitantes de los valles centrales de Oaxaca. Durante esa época hacían maravillas con el abundante lodo de donde era extraído el material para la elaboración de vasijas, ollas y demás figurillas. Las piezas de barro se pulen y bruñen antes de quemarlas para dar como resultado las bellas y populares artesanías que hoy conocemos y que le han dado fama al estado de Oaxaca.
México tiene 62 etnias a lo largo del país, y cada una de ellas cuenta con sus características de arte popular, que representan a los diversos estados. El origen de las artesanías mexicanas proviene de las zonas rurales, gracias a que los artesanos se han valido de los recursos naturales de su región, como el barro, madera, textiles, talavera, cobre, entre otros para crear sus diseños.